# Liederabende der Salzburger Festspiele
Die Liederabende der Salzburger Festspiele sind seit 1956 fester Bestandteil des Festivals. Prominente Liedsänger traten bzw. treten regelmäßig in Salzburg auf – darunter Lotte Lehmann, Dietrich Fischer-Dieskau, Elisabeth Schwarzkopf, Irmgard Seefried, Fritz Wunderlich, Christa Ludwig, Hermann Prey, Jessye Norman, Peter Schreier, Thomas Quasthoff, Matthias Goerne und Christian Gerhaher.

## Geschichte

### Gründungsjahre

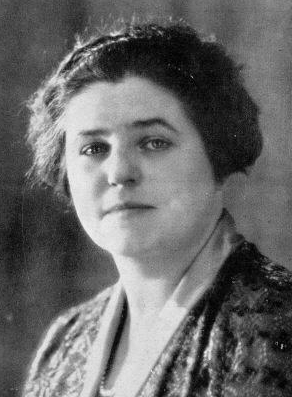
Lotte Lehmann

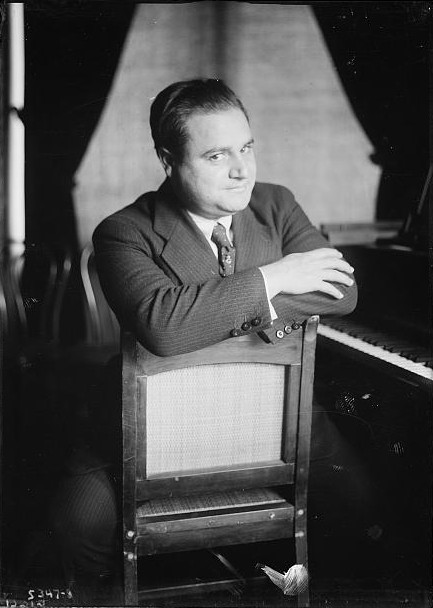
Beniamino Gigli

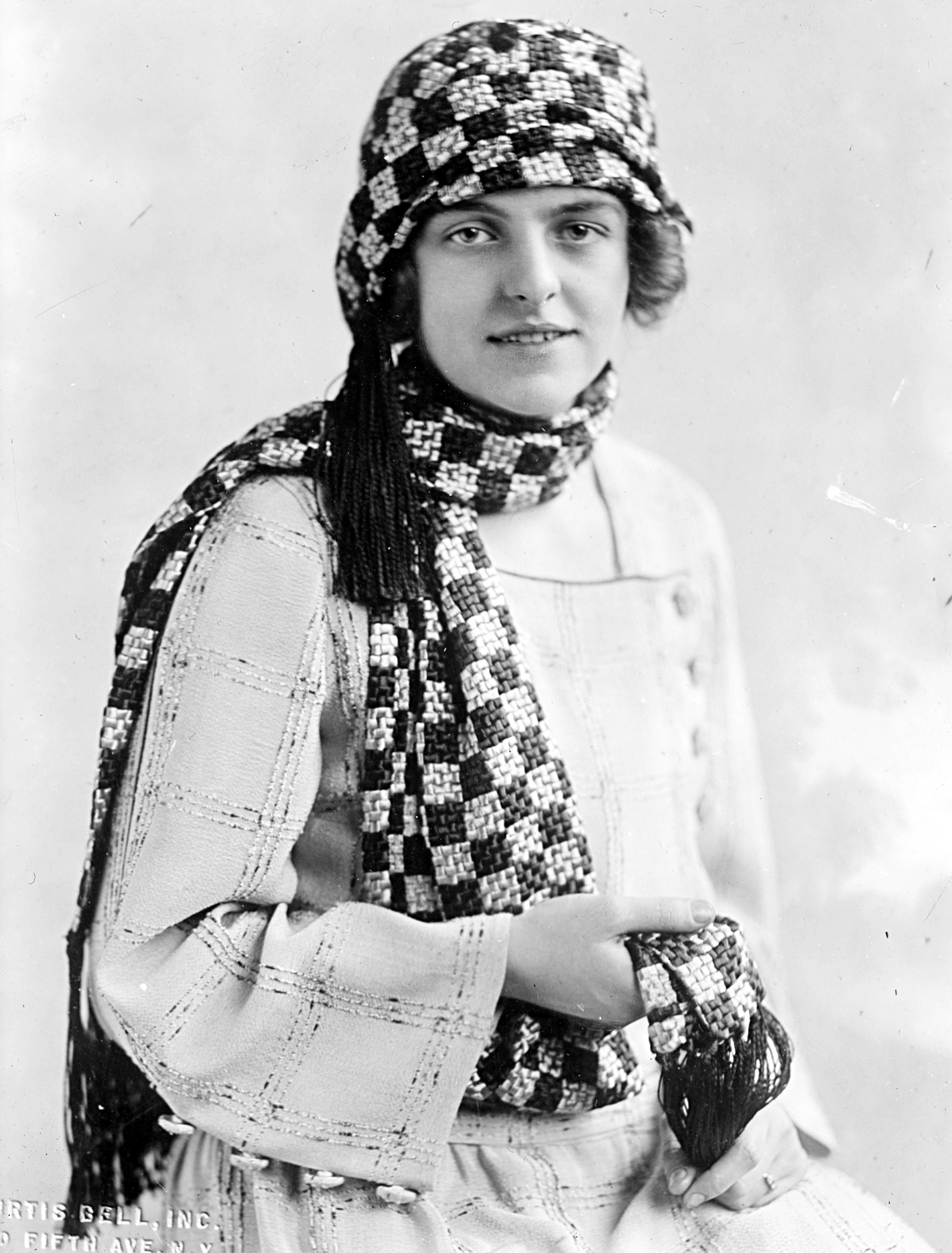
Helen Gahagan

In den wirtschaftlich schwierigen Anfangsjahren der Festspiele standen Schauspiel und Oper im Mittelpunkt der Aufbauarbeit. Der Konzertsektor war in den 1920er und 1930er noch nicht ausdifferenziert, er bestand damals im Wesentlichen aus Orchesterkonzerten der Wiener Philharmoniker, Konzerten geistlicher Musik im Dom und in der  Stiftskirche Sankt Peter, sowie den – überwiegend Mozart gewidmeten – Serenaden im Residenzhof. Kammerkonzerte und Liederabende fanden nur fallweise statt.
Obwohl die Salzburger Festspiele im Jahr 1920 – mit dem Jedermann am Domplatz – gegründet wurden und erste Konzerte bereits 1921 stattfanden, dauerte es bis 1933, bis Liederabende als regelmäßige Programmpunkte aufgenommen wurden. Als sich Lotte Lehmann nicht in den NS-Kulturbetrieb eingliedern wollte und nicht mehr in Deutschland auftreten durfte, bot ihr Salzburg – neben zahlreichen Opernrollen – auch ein Podium für den Liedgesang. Sie wurde in sechs Liederabenden vom Dirigenten Bruno Walter am Klavier begleitet. Unmittelbar nach dem Anschluss Österreichs mussten beide in die Vereinigten Staaten emigrieren.
Der Auftritt Beniamino Giglis in einem Konzert geistlicher Musik im Dom im Jahre 1936 beruht auf einem versuchten Tauschgeschäft: Als der italienische Diktator Benito Mussolini den österreichischen Diktator Engelbert Dollfuß ersuchte, sein Stück Giulio Cesare in Salzburg aufführen zu lassen, konterte dieser mit der Bitte um einen Auftritt Giglis. Das Konzert kam zustande, das Mussolini-Stück wurde jedoch in Salzburg nie aufgeführt.
| Jahr | Festspielhaus | Dom                                                     | Mozarteum |
| ---- | ------------- | ------------------------------------------------------- | --- |
| 1925 |               |                                                         | - Richard Mayr Schubert, Wolf - Joseph Schwarz Schubert, Schumann, Mahler, Brahms - Maria Ivogün, Karl Erb Arien, Hugo Wolf, Volkslied-Duette - Lotte Schöne Richard Strauss |
| 1926 |               |                                                         | |
| 1927 |               |                                                         | |
| 1928 |               |                                                         | |
| 1929 |               |                                                         | - Ethyl Hayden Donaudy, Schubert, Schumann, Brahms, Mozart u. a. - Donald Pirnie Verdi, Caldara, Del Valle de Pez, Santoliqido u. a.                                         |
| 1930 |               |                                                         | |
| 1931 |               |                                                         | |
| 1932 |               |                                                         | |
| 1933 |               |                                                         | - Lotte Lehmann Schubert, Schumann, Brahms, Wolf |
| 1934 |               |                                                         | - Lotte Lehmann Beethoven, Schubert, Schumann, Brahms, Wolf |
| 1935 |               |                                                         | - Lotte Lehmann Mozart, Schumann, Duparc, Mussorgski, Berlioz, Brahms |
| 1936 |               | - Benjamino Gigli Händel, Stradella, Perosi, Bach u. a. | - Lotte Lehmann Brahms, Mendelssohn, Cornelius u. a. |
| 1937 |               |                                                         | - Helen Gahagan, Hans Duhan Hauer, Heller, Reti, Marx u. a. - Lotte Lehmann Brahms, Schumann, Strauss u. a. - Lotte Lehmann Schubert, Schumann, Brahms, Strauss.             |

### Nachkriegsjahre

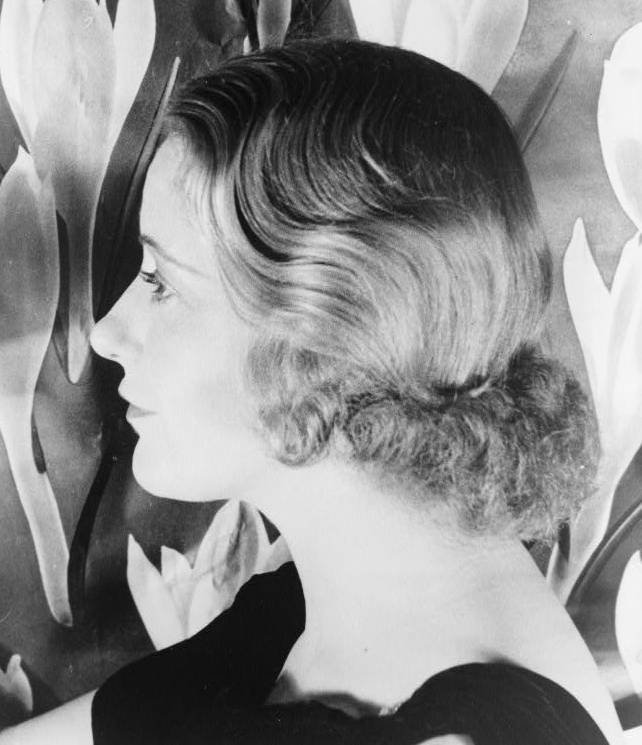
Grace Moore

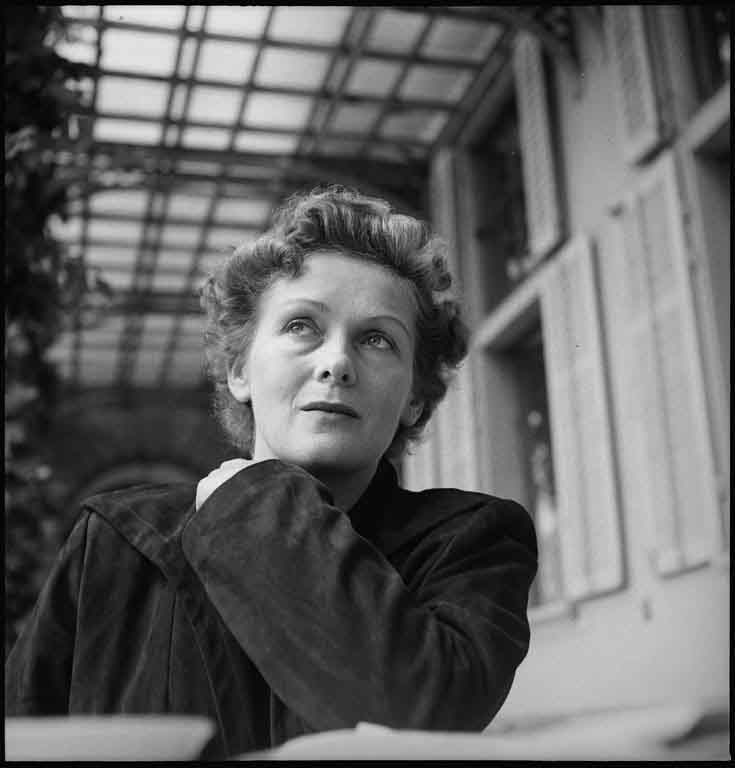
Elisabeth Schwarzkopf

Während des nationalsozialistischen Regimes in Österreich gab es keine Liederabende bei den Salzburger Festspielen. Nach dem Untergang des Dritten Reiches, 1945, wurden dann gleich sechs Österreichische Abende im Mozarteum angesetzt, darunter fünf Liederabende und ein Kammerkonzert. Wiederum diente das Festival – wie in der Zwischenkriegszeit – zur Identitätsfindung der österreichischen Nation und zur kulturellen Abgrenzung vom großen Nachbarn Deutschland. Dass die legendäre Cebotari in Chișinău geboren wurde und die Komponisten Händel und Loewe aus Sachsen-Anhalt stammten, spielte dabei eine untergeordnete Rolle.
Mit den Auftritten der amerikanischen Sopranistin Grace Moore und des britischen Tenors Peter Pears (am Klavier begleitet von seinem Lebensgefährten Benjamin Britten) versuchten die Veranstalter einerseits an den Glamour von Salzburg in den 1930er Jahren anzuknüpfen, andererseits die westlichen Besatzungsmächte zu gewinnen.
Die dauerhafte Etablierung des Liedes im Festspielprogramm erfolgte jedoch erst in den Jahren 1953 und 1954, als zwei Mitglieder des Mozart-Ensembles der Wiener Staatsoper in Salzburg Liederabende bestritten: die elegante Elisabeth Schwarzkopf mit zwei Hugo-Wolf-Programmen und die bescheidene Irmgard Seefried mit einem Schubert-Abend.
| Jahr | Festspielhaus                              |  | Mozarteum |
| ---- | ------------------------------------------ |  | --- |
| 1945 |                                            |  | - Maria Cebotari Händel, Mozart, Weber, Bizet, Haydn, Schubert, Korngold - Julius Patzak Schubert, Wolf - Martha Schlager-Haustein Schubert, Wolf - Rosl Schwaiger Mozart, Schubert, Johann Strauß - Ludwig Weber Verdi, Schubert, Loewe, Wolf, Mussorgski |
| 1946 | - Grace Moore Lully, Händel, Debussy u. a. |  | |
| 1947 |                                            |  | |
| 1948 |                                            |  | |
| 1949 |                                            |  | |
| 1950 |                                            |  | |
| 1951 |                                            |  | |
| 1952 |                                            |  | - Peter Pears Dowland, Purcell, Schubert, Britten, Händel |
| 1953 |                                            |  | - Elisabeth Schwarzkopf Hugo Wolf |
| 1954 |                                            |  | - Elisabeth Schwarzkopf Hugo Wolf - Irmgard Seefried Franz Schubert |

### Zeit von Karl Böhm und Herbert von Karajan

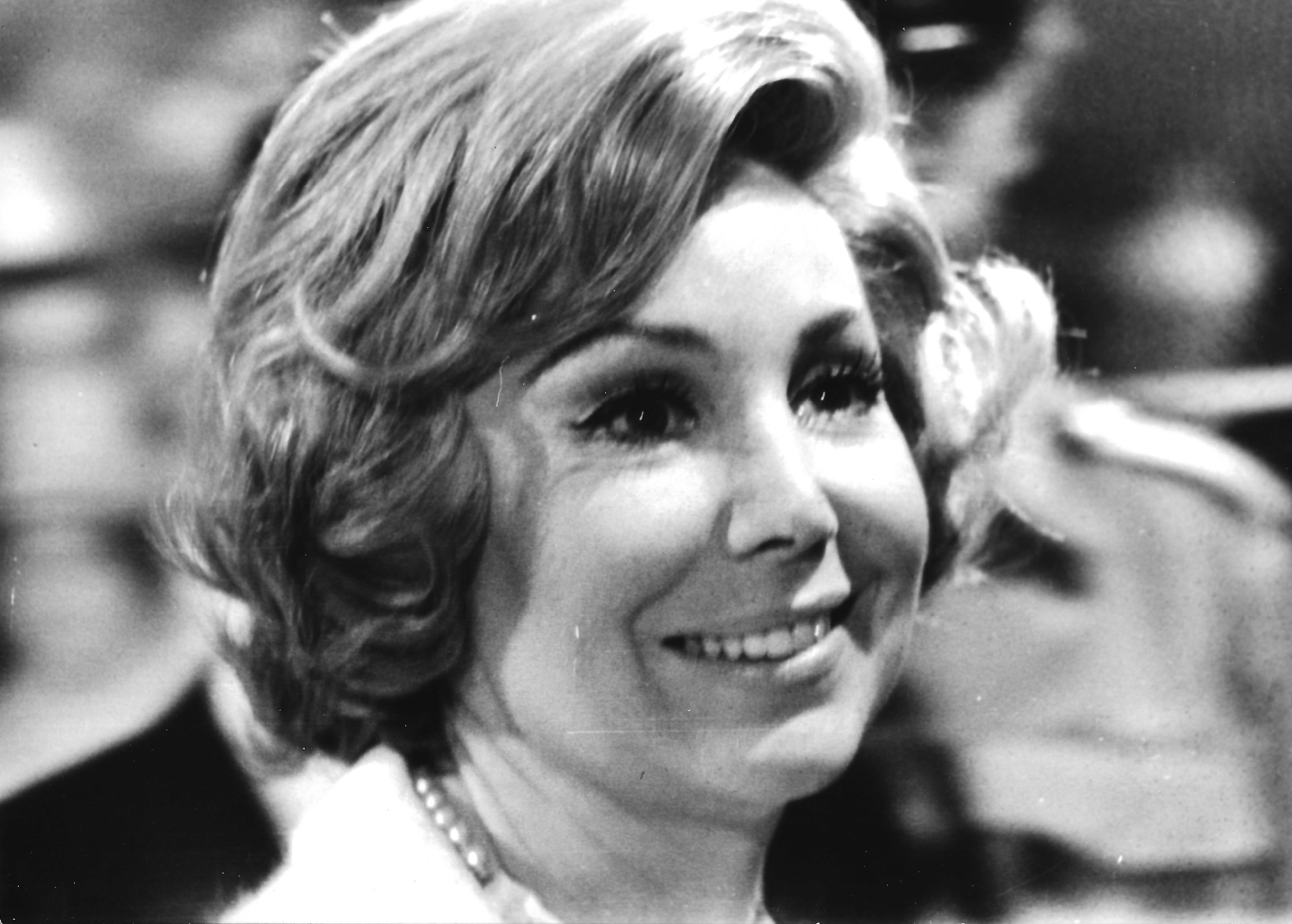
Anneliese Rothenberger

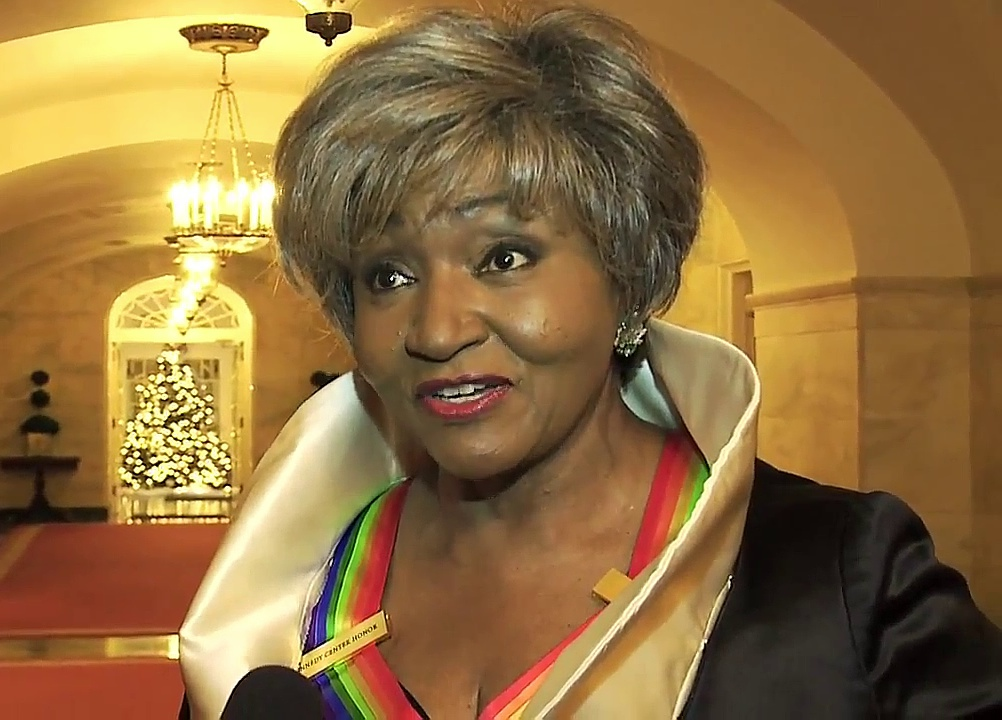
Grace Bumbry

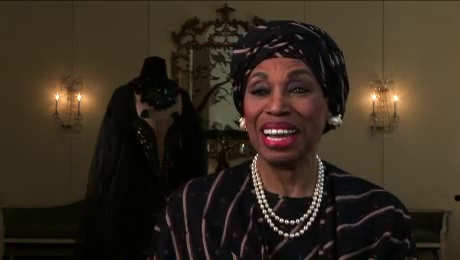
Leontyne Price

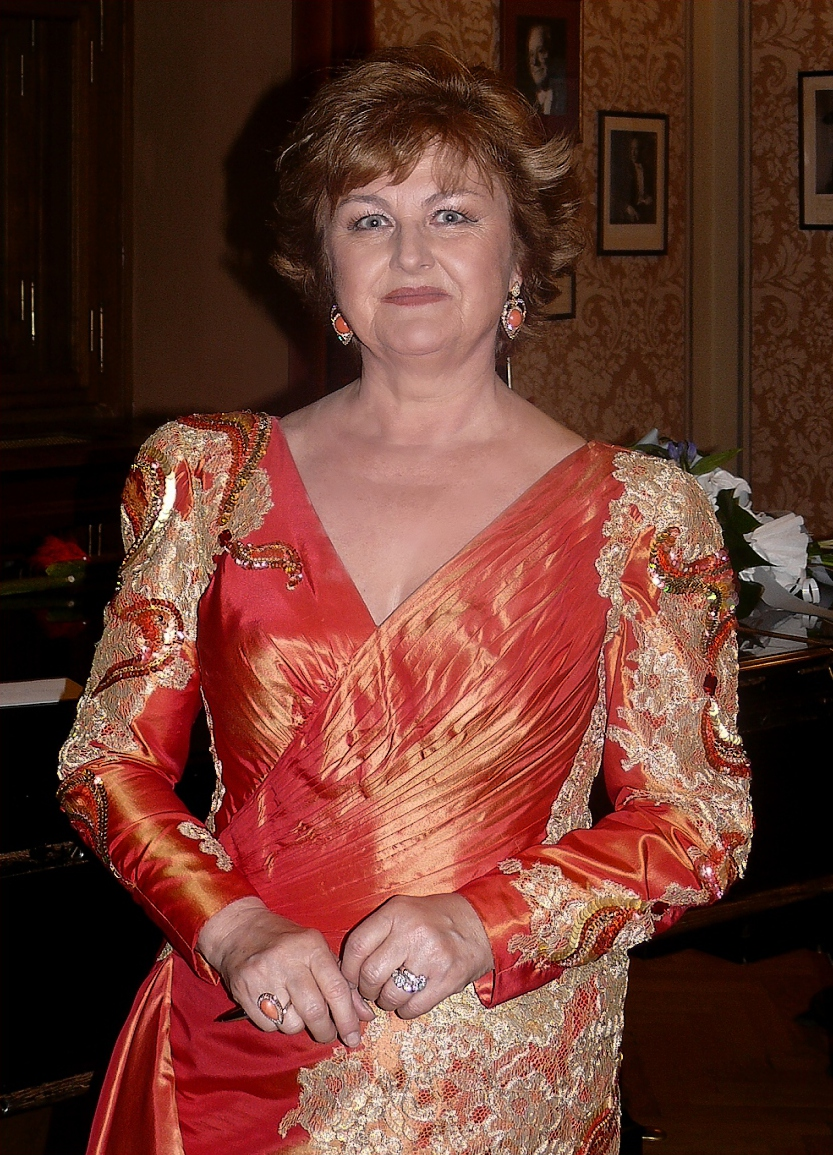
Edita Gruberova

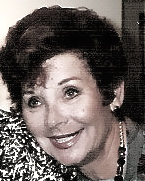
Evelyn Lear

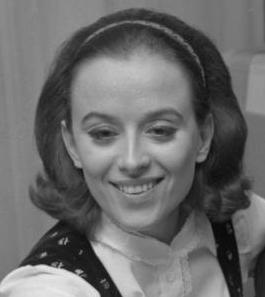
Ingeborg Hallstein

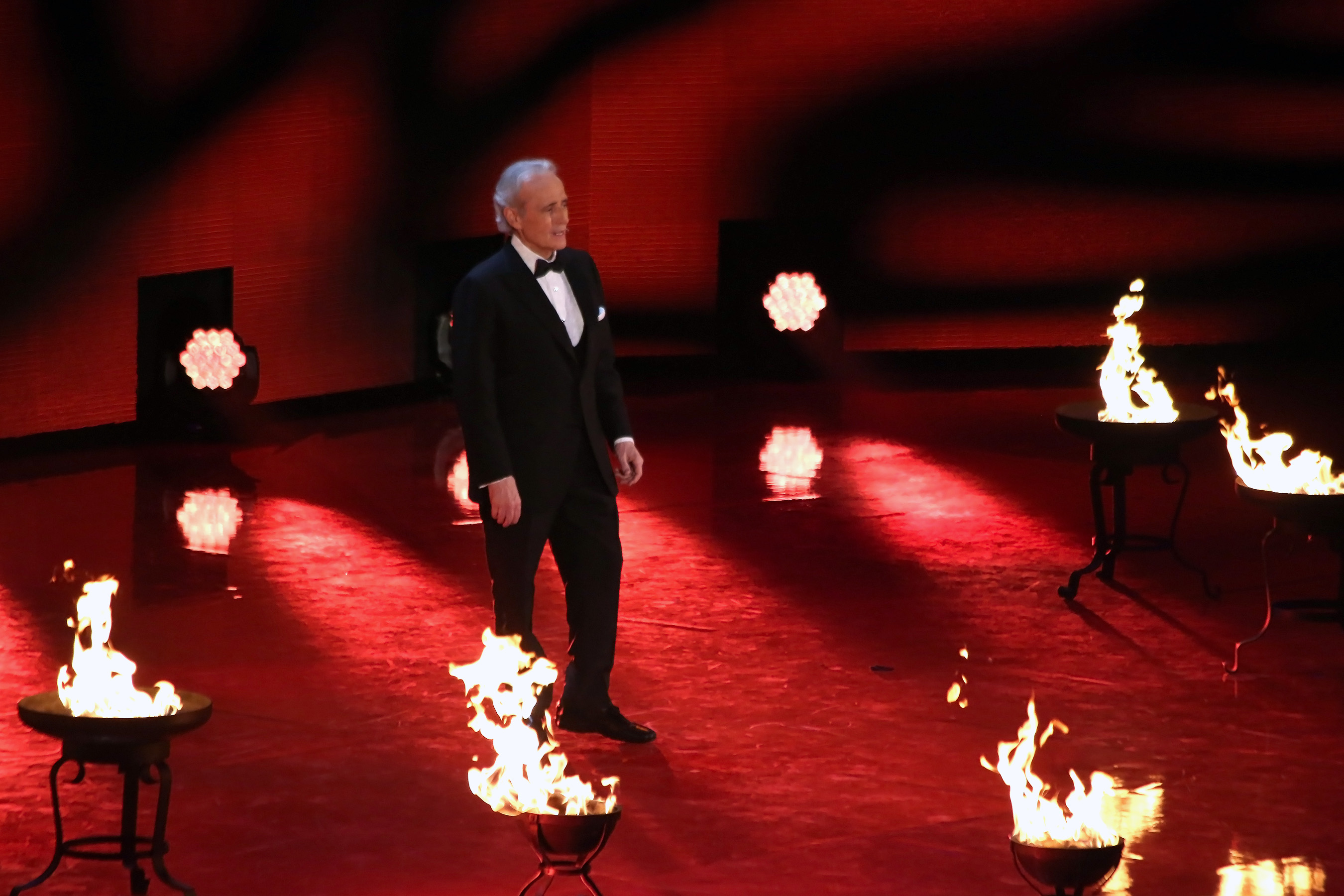
José Carreras

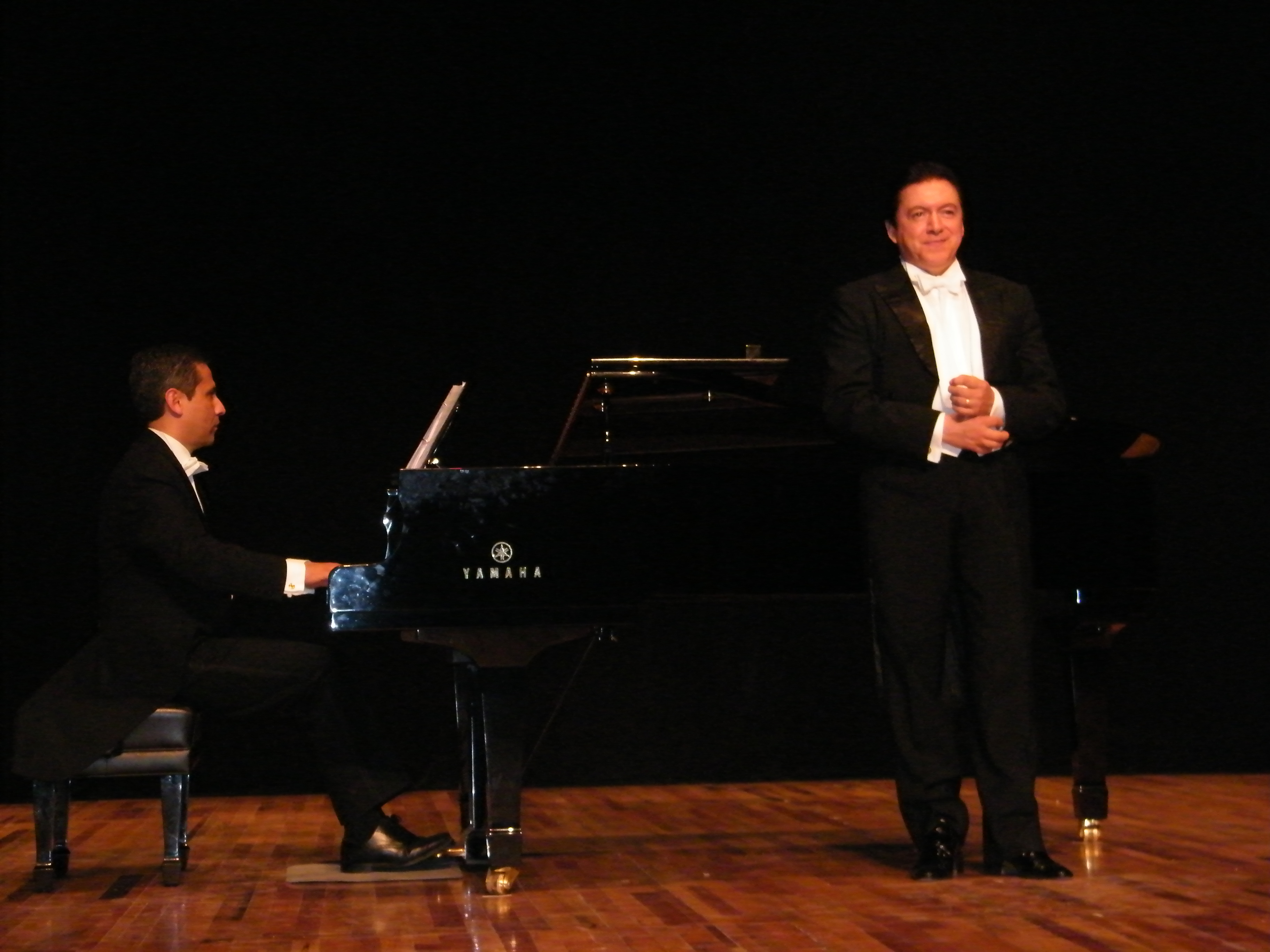
Franco Araiza

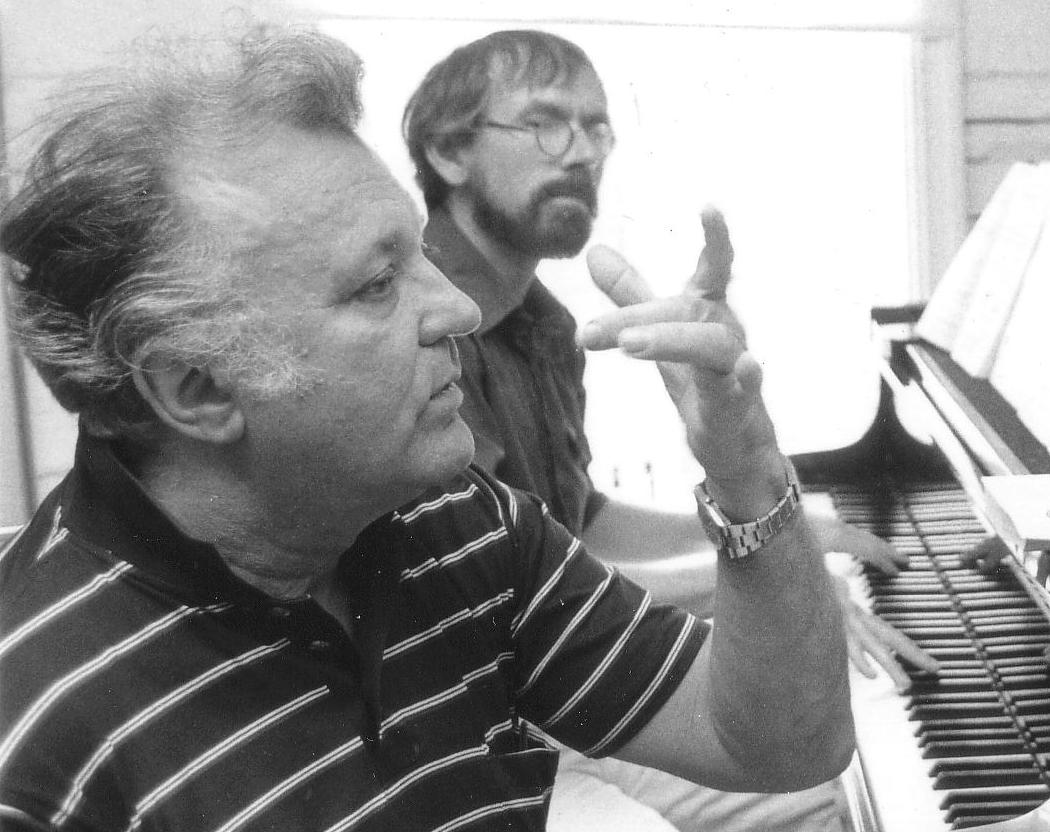
Nicolai Gedda

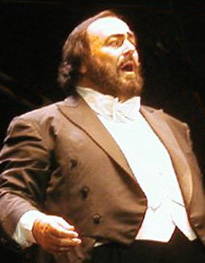
Luciano Pavarotti

Im Zeichen erlesener Gesangskultur standen die meisten Liederabende der Jahre 1956 bis 1991. Es waren vor allem die „Karl-Böhm-Sänger“ Brigitte Fassbaender, Dietrich Fischer-Dieskau, Gundula Janowitz, Hermann Prey und Peter Schreier – allesamt in der Così fan tutte von 1972 vertreten – die diese Epoche der Salzburger Festspiele als Liedsänger prägten, dazu Böhms frühere Dorabella, Christa Ludwig, sein Färber, Walter Berry, die Deutschen Anneliese Rothenberger und Fritz Wunderlich, die Slowenin Marjana Lipovšek und die Slowakin Edita Gruberová, sowie die Amerikanerinnen Grace Bumbry und Jessye Norman. Ab 1972 wurde das Große Festspielhaus zunehmend für Liederabende genutzt, was häufig zu populären Programmierungen und publikumsträchtigen Besetzungen führte. Mit gemischten Programmen gastierten dort unter anderem Leontyne Price, sowie die Tenöre José Carreras, Nicolai Gedda und Luciano Pavarotti.
| Jahr | Festspielhaus | | Mozarteum |
| ---- | --- | --- | --- |
| 1955 | | | |
| 1956 | | | - Dietrich Fischer-Dieskau Schubert, Schumann - Elisabeth Schwarzkopf Bach, Pergolesi, Händel, Gluck, Wolf u. a. - Irmgard Seefried Schumann, Bartók, Wolf - Cesare Siepi Lully, Schumann, Brahms, Mozart, Ravel u. a. |
| 1957 | | | - Dietrich Fischer-Dieskau Franz Schubert - Lisa della Casa Schubert, Brahms, Schoeck, Ravel, Strauss - Anton Dermota Schumann, Wolf, Strauss - Elisabeth Schwarzkopf Hugo Wolf - Irmgard Seefried Mozart, Beethoven, Schubert, Schumann, Wolf                                                                                       |
| 1958 | | | - Dietrich Fischer-Dieskau Johannes Brahms - Dietrich Fischer-Dieskau, Irmgard Seefried Hugo Wolf - Elisabeth Schwarzkopf Hugo Wolf - Irmgard Seefried Mozart, Schubert, Mussorgski, Strauss |
| 1959 | | | - Dietrich Fischer-Dieskau Robert Schumann - Nicolai Gedda Piccinni, Falconieri, Respighi, Pratella u. a. - Irmgard Seefried Brahms, Wolf - Léopold Simoneau Haydn, Händel, Rameau, Duparc, Fauré |
|      | Altes Festspielhaus | Neues Festspielhaus | |
| 1960 | | | - Dietrich Fischer-Dieskau Hugo Wolf - Dietrich Fischer-Dieskau, Irmgard Seefried Hugo Wolf - Elisabeth Schwarzkopf Franz Schubert - Irmgard Seefried Robert Schumann - Cesare Valletti Händel, Sarti, Pasquini, Scarlatti u. a. |
| 1961 | | | - Walter Berry, Christa Ludwig Monteverdi, Wolf, Dvořák - Dietrich Fischer-Dieskau Hugo Wolf - Nicolai Gedda Händel, Schubert, Strauss, Duparc u. a. - Hermann Prey Beethoven, Schubert - Elisabeth Schwarzkopf Hugo Wolf |
| 1962 | | | - Dietrich Fischer-Dieskau Busoni, Mahler, Pfitzner, Strauss - Hermann Prey Schubert (Schöne Müllerin) - Elisabeth Schwarzkopf Schubert, Brahms, Strauss, Wolf - Gérard Souzay Lully, Schubert, Debussy, Strauss |
|      | Kleines Festspielhaus | Großes Festspielhaus | |
| 1963 | | | - Dietrich Fischer-Dieskau Franz Schubert - Christa Ludwig Mahler, Schumann, Brahms, Strauss - Hermann Prey Schubert, Strauss - Elisabeth Schwarzkopf Hugo Wolf - Irmgard Seefried Gluck, Mozart, Neefe, Beethoven u. a. - Gérard Souzay Haydn, Beethoven, Poulenc, Ravel, Liszt                                                     |
| 1964 | | | - Dietrich Fischer-Dieskau Brahms (Schöne Magelone) - Evelyn Lear Richard Strauss - Christa Ludwig Hugo Wolf - Hermann Prey Franz Schubert - Elisabeth Schwarzkopf Hugo Wolf - Irmgard Seefried Robert Schumann |
| 1965 | | | - Grace Bumbry Johannes Brahms - Dietrich Fischer-Dieskau Ludwig van Beethoven - Evelyn Lear Hugo Wolf - Hermann Prey Schubert (Winterreise) - Fritz Wunderlich Beethoven, Schubert, Schumann |
| 1966 | | | - Walter Berry, Christa Ludwig Hugo Wolf - Grace Bumbry Franz Schubert - Dietrich Fischer-Dieskau Robert Schumann - Hermann Prey Franz Schubert - Anneliese Rothenberger Schumann, Wolf, Debussy, Strauss - Fritz Wunderlich Schubert, Haydn, Schumann, Strauss                                                                      |
| 1967 | | | - Walter Berry Schubert, Wolf, Brahms, Schumann - Grace Bumbry Robert Schumann - Dietrich Fischer-Dieskau Schubert (Winterreise) - Christa Ludwig Johannes Brahms - Hermann Prey Schumann, Wolf |
| 1968 | | | - Ingeborg Hallstein Mozart, Strauss - Christa Ludwig Mahler, Berg, Reger u. a. - Hermann Prey Schubert, Loewe, Schumann, Wolf - Gérard Souzay Rameau, Debussy, Martin u. a. |
| 1969 | | | - Walter Berry Schumann, Brahms - Nicolai Gedda Glinka, Sibelius, Grieg u. a. - Christa Ludwig Robert Schumann - Anneliese Rothenberger Gluck, Mozart, Haydn u. a. - Peter Schreier Ludwig van Beethoven |
| 1970 | | | - Dietrich Fischer-Dieskau Brahms (Schöne Magelone) - Gundula Janowitz Hindemith (Marienleben) - Tom Krause Schubert, Sibelius, Schumann, Mussorgski - Christa Ludwig Wolf, Schubert - Hermann Prey Pfitzner, Strauss - Peter Schreier Schubert (Schöne Müllerin) - Teresa Żylis-Gara Szymanowski, Dvořák, Glinka, Rachmaninow u. a. |
| 1971 | | | - Dietrich Fischer-Dieskau Schönberg, Webern, Fortner, Berg - Nicolai Gedda Schubert, Strauss - Hermann Prey Franz Schubert - Peter Schreier Brahms, Schumann |
| 1972 | | - Dietrich Fischer-Dieskau Hugo Wolf - Christa Ludwig Franz Schubert - Hermann Prey Johannes Brahms | - Gundula Janowitz Schubert, Hüttenbrenner - Peter Schreier Bach, Mendelssohn, Schubert |
| 1973 | | - Dietrich Fischer-Dieskau Franz Schubert - Hermann Prey Schubert, Loewe | - Tom Krause Schubert (Schwanengesang u. a.) |
| 1974 | | - Walter Berry, Brigitte Fassbaender, Edith Mathis, Peter Schreier Schumann, Brahms - Dietrich Fischer-Dieskau Schumann (Dichterliebe u. a.) - Nicolai Gedda Glinka, Mussorgski, Rachmaninow - Hermann Prey Richard Strauss                                              | - Gundula Janowitz Debussy, Liszt - Christa Ludwig Hugo Wolf - Peter Schreier Brahms, Schubert - Teresa Żylis-Gara Szymanowski, Brahms, Fauré, Dvořák |
| 1975 | - Walter Berry Schubert, Wolf - Helen Donath Mozart, Schubert, Schoeck, Strauss - Dietrich Fischer-Dieskau Schumann, Pfitzner, Wolf u. a. - Hermann Prey Franz Schubert - Leontyne Price Strauss, Respighi, Poulenc u. a. - Peter Schreier Mozart, Schumann | - Galina Wischnewskaja Tschaikowski, Mussorgski u. a. | |
| 1976 | - Dietrich Fischer-Dieskau Gustav Mahler - Gundula Janowitz Franz Schubert - Christa Ludwig Strauss, Berg, Pfitzner, Wolf - Edith Mathis, Peter Schreier Hugo Wolf                                                                                          | - Luciano Pavarotti Verdi, Respighi, Tosti u. a. - Hermann Prey Hugo Wolf | |
| 1977 | - José van Dam Schumann, Duparc, Ravel, Poulenc - Brigitte Fassbaender Robert Schumann - Dietrich Fischer-Dieskau Franz Schubert - Peter Schreier Ludwig van Beethoven                                                                                      | - Hermann Prey Schubert, Loewe, Schumann, Wolf - Leontyne Price Strauss, Duparc, Rorem u. a. | |
| 1978 | - Ileana Cotrubaș Schubert, Britten, Fauré, Brahms - Dietrich Fischer-Dieskau Schubert (Winterreise) - Peter Schreier Schubert (Schöne Müllerin) | - Luciano Pavarotti Verdi, Liszt, Tosti u. a. - Leontyne Price Schumann, Strauss, Poulenc u. a. | - Hermann Prey Franz Schubert |
| 1979 | - Walter Berry Mendelssohn, Wolf, Pfitzner, Mahler - Dietrich Fischer-Dieskau Franz Schubert - Peter Schreier Dvořák, Beethoven, Strauss | - Marilyn Horne Schubert, Wolf, Bizet u. a. - Elena Obraszowa Schumann, de Falla, Tschaikowski, Rachmaninow - Katia Ricciarelli Bellini, Rossini, Fauré u. a. - Martti Talvela Schubert, Mussorgski, Rachmaninow, Kuula - Kiri Te Kanawa Schubert, Walton, Strauss u. a. | |
| 1980 | - Marilyn Horne Purcell, Strauss u. a. - Peter Schreier Brahms (Schöne Magelone) | - Christa Ludwig Schubert (Winterreise) - Jessye Norman Haydn, Berg, Brahms, Strauss - Leontyne Price Händel, Marx, Hoiby u. a. | - Edita Gruberová Schubert, Mendelssohn, Strauss |
| 1981 | - Walter Berry Mozart, Beethoven, Schubert - Gundula Janowitz Paul Hindemith | - Christa Ludwig Liszt, Mahler, Wolf, Strauss - José Carreras Massenet, Tosti, Mompou u. a. - Hermann Prey Robert Schumann - Leontyne Price Brahms, Rachmaninow, Barber u. a.                                                                                            | - Lucia Popp Kodály, Mahler, Brahms u. a. |
| 1982 | - Dietrich Fischer-Dieskau Schumann, Schubert - Peter Schreier Haydn, Wolf, Mendelssohn | - Christa Ludwig Schubert, Beethoven, Schumann u. a. - Hermann Prey Schubert, Liszt | - Tom Krause Sibelius, Duparc, Ravel, Mussorgski |
| 1983 | - Walter Berry Schumann, Strauss u. a. - Dietrich Fischer-Dieskau Johannes Brahms - Edith Mathis Mozart, Brahms, Strauss u. a. - Lucia Popp Schubert, Schönberg, Strauss - Peter Schreier Brahms, Schumann                                                  | - Teresa Berganza Fauré, Respighi, Braga u. a. - Walter Berry, Marjana Lipovšek, Edith Mathis, Peter Schreier Johannes Brahms - Jessye Norman Brahms, Wagner, Ravel, Strauss                                                                                             | - Heinz Zednik Ernst Krenek |
| 1984 | - Kathleen Battle Schubert, Strauss, Fauré u. a. - Walter Berry Franz Schubert - Dietrich Fischer-Dieskau Robert Schumann - Edita Gruberová Mozart, Wolf, Strauss - Marilyn Horne Händel, Copland, Rossini u. a.                                            | - Christa Ludwig Strauss, Wolf - Hermann Prey Carl Loewe - Leontyne Price Strauss, Liszt u. a. | - Werner Hollweg Ludwig van Beethoven |
| 1985 | - Dietrich Fischer-Dieskau Berg, Schönberg | - Edita Gruberová Brahms, Debussy, Wolf - Jessye Norman Händel, Berg, Strauss, Ravel - Luciano Pavarotti Bellini, Verdi, Tosti u. a. - Hermann Prey Schumann, Wolf | - Francisco Araiza Schubert (Schöne Müllerin) - Marjana Lipovšek Schubert, Wolf, Strauss u. a. - Peter Schreier Johann Sebastian Bach - Heinz Zednik Wolf, Schönberg, Strauss |
| 1986 | - Francisco Araiza Schubert (Winterreise) - Dietrich Fischer-Dieskau Hugo Wolf | - Piero Cappuccilli Verdi u. a. - Marilyn Horne Mahler, Barber u. a. - Christa Ludwig Brahms, Schubert, Liszt, Mahler - Jessye Norman Richard Strauss - Frederica von Stade Strauss, Mahler, Canteloube u. a.                                                            | - Eberhard Büchner Dessau, Salmhofer, Strauss - Robert Holl Schubert, Borodin, Mussorgski - James King Beethoven, Schubert, Wagner u. a. - Peter Schreier Schumann, Janáček |
| 1987 | - Francisco Araiza Schumann, Schubert, Strauss, de Falla - Kathleen Battle Liszt, Strauss, Obradors u. a. | - Montserrat Caballé Vivaldi, Turino, Granados u. a. - Christa Ludwig Hugo Wolf - Jessye Norman Wolf, Brahms, Poulenc u. a. - Hermann Prey Schumann, Strauss - Frederica von Stade Händel, Mozart, Schubert u. a.                                                        | - Thomas Allen Brahms, Schubert, Britten - Paata Burchuladze Rachmaninow, Mussorgski - Marjana Lipovšek Schubert, Brahms, Tschaikowski u. a. - Peter Schreier Ludwig van Beethoven |
| 1988 | - Teresa Berganza Pergolesi, Guridi, Turina u. a. | - Christa Ludwig Schubert (Winterreise) - Jessye Norman Beethoven, Wolf, Debussy - Luciano Pavarotti Rossini, Donizetti, Respighi u. a. - Hermann Prey Schubert (Schöne Müllerin)                                                                                        | - Heinz Zednik Webern, Berg, Krenek, Alma Mahler |
| 1989 | - Francisco Araiza Schubert, Strauss, Tosti u. a. - Kathleen Battle Händel, Schubert, Strauss u. a. - Marjana Lipovšek Beethoven, Schubert, Brahms, Bischof                                                                                                 | - José Carreras Massenet, Tosti, de Falla u. a. - Dietrich Fischer-Dieskau Schubert (Winterreise) - Edita Gruberová Dvořák, Mendelssohn, Strauss - Christa Ludwig Mahler, von Einem, Strauss - Jessye Norman Strauss, Duparc u. a.                                       | |
| 1990 | - Teresa Berganza Scarlatti, Nin, de Falla u. a. - Paata Burchuladze Tschaikowski, Mussorgski u. a. | - Alfredo Kraus Massenet, Bizet, Tosti, Obradors u. a. - Christa Ludwig Schumann, Brahms - Jessye Norman Brahms, Mahler, Satie, Berg u. a. | |
| 1991 | - Peter Schreier Mozart, Beethoven - Anna Tomowa-Sintow Tschaikowski, Brahms, Strauss | - José Carreras Tosti, Verdi, Toldrá, Puccini - Jessye Norman Strauss, Wagner, Tschaikowski, Schönberg | - Olaf Bär Franz Schubert - Vinson Cole Nin, Massenet, Schumann u. a. - Hermann Prey Schubert (Winterreise) |

### Konzertchef Hans Landesmann

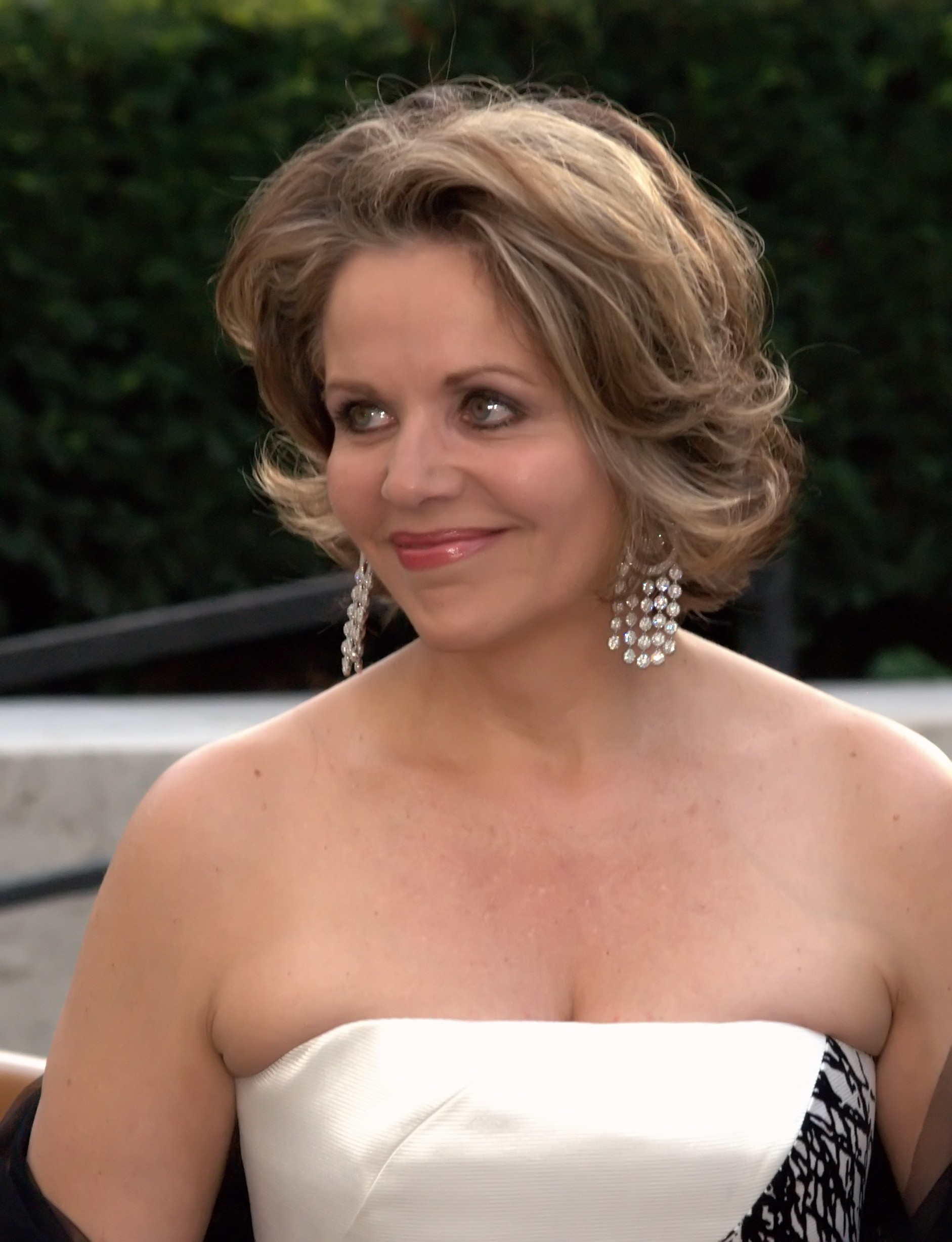
Renée Fleming

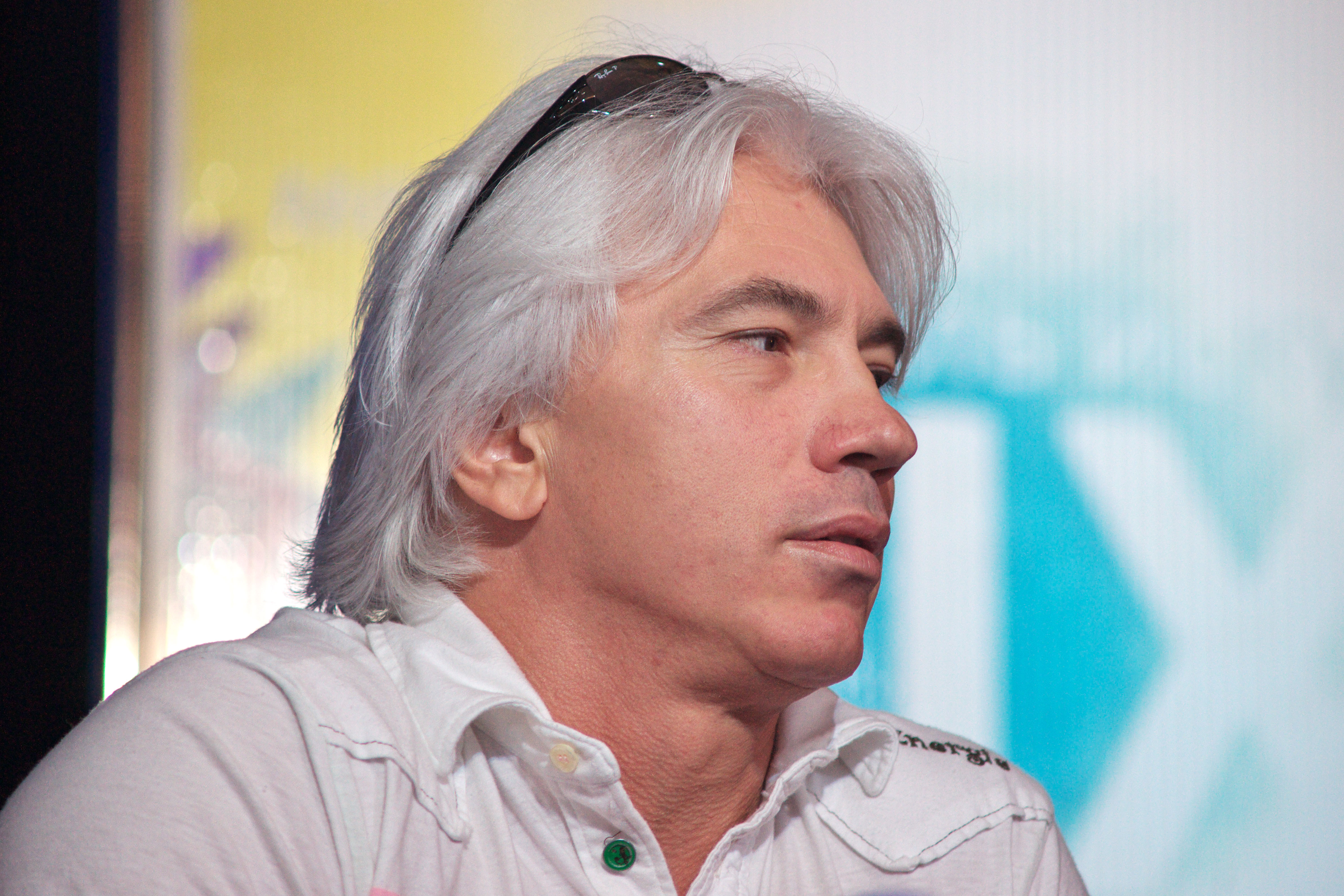
Dmitri Hvorostovsky

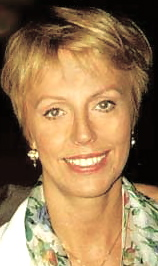
Anne Sofie von Otter

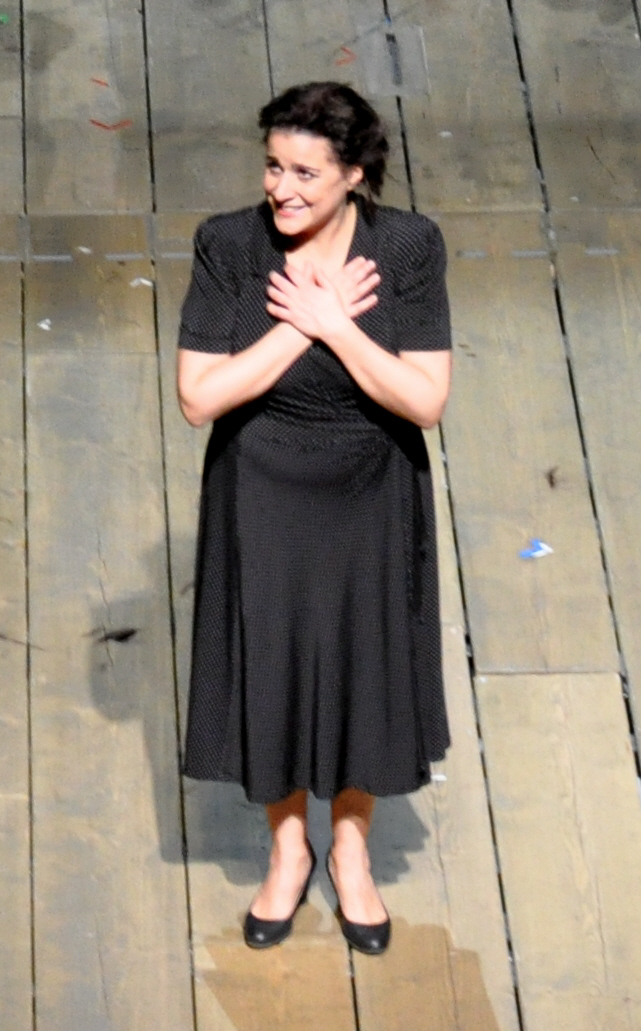
Cecilia Bartoli

Während der Intendanz Gerard Mortiers (1992–2001) zeichnete der vormalige Generalsekretär des Wiener Konzerthauses, Hans Landesmann, für die Konzerte der Festspiele verantwortlich. Er verzichtete auf die große Bühne des Großen Festspielhauses und populäre Arienprogramme, gab den Liederprogrammen wieder Stringenz und den intimen Rahmen des Mozarteums. Konsequent integrierte er Werke des 20. Jahrhunderts auch in die Liederabende und leitete – mit der Verpflichtung von Cecilia Bartoli, Renée Fleming, Matthias Goerne, Thomas Hampson, Dmitri Hvorostovsky, Michael Schade, Christine Schäfer und Anne Sofie von Otter – einen Generationenwechsel ein.
| Jahr | Kleines Festspielhaus                            | Großes Festspielhaus | Mozarteum |
| ---- | ------------------------------------------------ | -------------------- | --- |
| 1992 |                                                  |                      | - Dietrich Fischer-Dieskau Schubert (Schöne Müllerin) - Dietrich Fischer-Dieskau Schumann (Heine-Lieder u. a.) - Dietrich Fischer-Dieskau Wolf, Schubert - Nicolai Ghiaurov Dargomyschski, Mussorgski u. a. - Robert Holl Schubert, Fauré, Duparc, Mussorgski - Dmitri Hvorostovsky Tschaikowski, Rachmaninow u. a. - Philip Langridge, Ann Murray Haydn, Bizet, Janáček - Marjana Lipovšek Schumann, Mahler, Strauss - Felicity Lott Strauss, Schubert, Poulenc, Debussy - Margaret Price Schubert, Wolf, Brahms, Wagner - Cheryl Studer Schubert, Strauss, Debussy |
| 1993 |                                                  |                      | - Cecilia Bartoli Beethoven, Schubert, Haydn, Rossini - Ferruccio Furlanetto Rachmaninow, Mussorgski - Barbara Hendricks Schubert, Strauss u. a. - Hermann Prey Schubert - Margaret Price Haydn, Beethoven, Brahms, Mahler - Samuel Ramey Rossini, Ives, Copland, Porter u. a. |
| 1994 |                                                  |                      | - Teresa Berganza Haydn, Mussorgski, Granados, Rossini - Thomas Hampson Mahler, Barber - Felicity Lott, Ann Murray Purcell/Britten, Rossini u. a. - Bryn Terfel Schubert, Schumann - Heinz Zednik Berg, Kodály, Brahms |
| 1995 | - Peter Schreier Schubert (Schwanengesang u. a.) |                      | - Theo Adam Beethoven, Martin, Strauss u. a. - Helen Donath Pfitzner, Peschko, Schoeck u. a. - Thomas Hampson Schubert, Liszt, Strauss u. a. - Jorma Hynninen Schubert (Winterreise) - Marjana Lipovšek Purcell, Schubert, Hindemith, Mussorgski - Hermann Prey Schubert (Schöne Müllerin) - Frederica von Stade Scarlatti, Ravel, Poulenc u. a. |
| 1996 |                                                  |                      | - Nicolai Gedda Gounod, Strauss u. a. - Thomas Hampson Loewe, Schumann, Grieg - Anne Sofie von Otter Sibelius, Grieg, Strauss u. a. - Hermann Prey Schubert (Winterreise), Cerha - Hermann Prey Carl Loewe |
| 1997 |                                                  |                      | - Renée Fleming Schubert, Barber, Wolf, Strauss - Marjana Lipovšek Schubert, Berg, Brahms - Ann Murray Schubert, Brahms, Fauré u. a. - Hermann Prey Schubert - Dawn Upshaw Wolf, Messiaen, Bach |
| 1998 |                                                  |                      | - Juliane Banse Schumann - Monica Groop Schumann - Catherine Malfitano Eisler, Weill, Poulenc u. a. - Peter Schreier Schumann |
| 1999 | - Marjana Lipovšek Schubert, Martin, Strauss     |                      | - Olaf Bär Beethoven, Schubert u. a. - Matthias Goerne Schubert (Winterreise) - Franz Hawlata Loewe, Eisler, Strauss u. a. - Dawn Upshaw Satie, Honegger u. a. |
| 2000 |                                                  |                      | - Russell Braun, Michael Schade Mozart, Schubert u. a. - Karita Mattila Schubert, Kaipainen, Berg, Strauss - Ann Murray Mahler, Chausson u. a. - Bo Skovhus Schönberg, Mahler u. a. |
| 2001 |                                                  |                      | - Cecilia Bartoli Mozart, Donizetti u. a. - Matthias Goerne Schubert, Beethoven - Anne Sofie von Otter Schubert, Meyerbeer u. a. - Christine Schäfer Schubert, Crumb, Wolf |

### Intendanz Peter Ruzicka

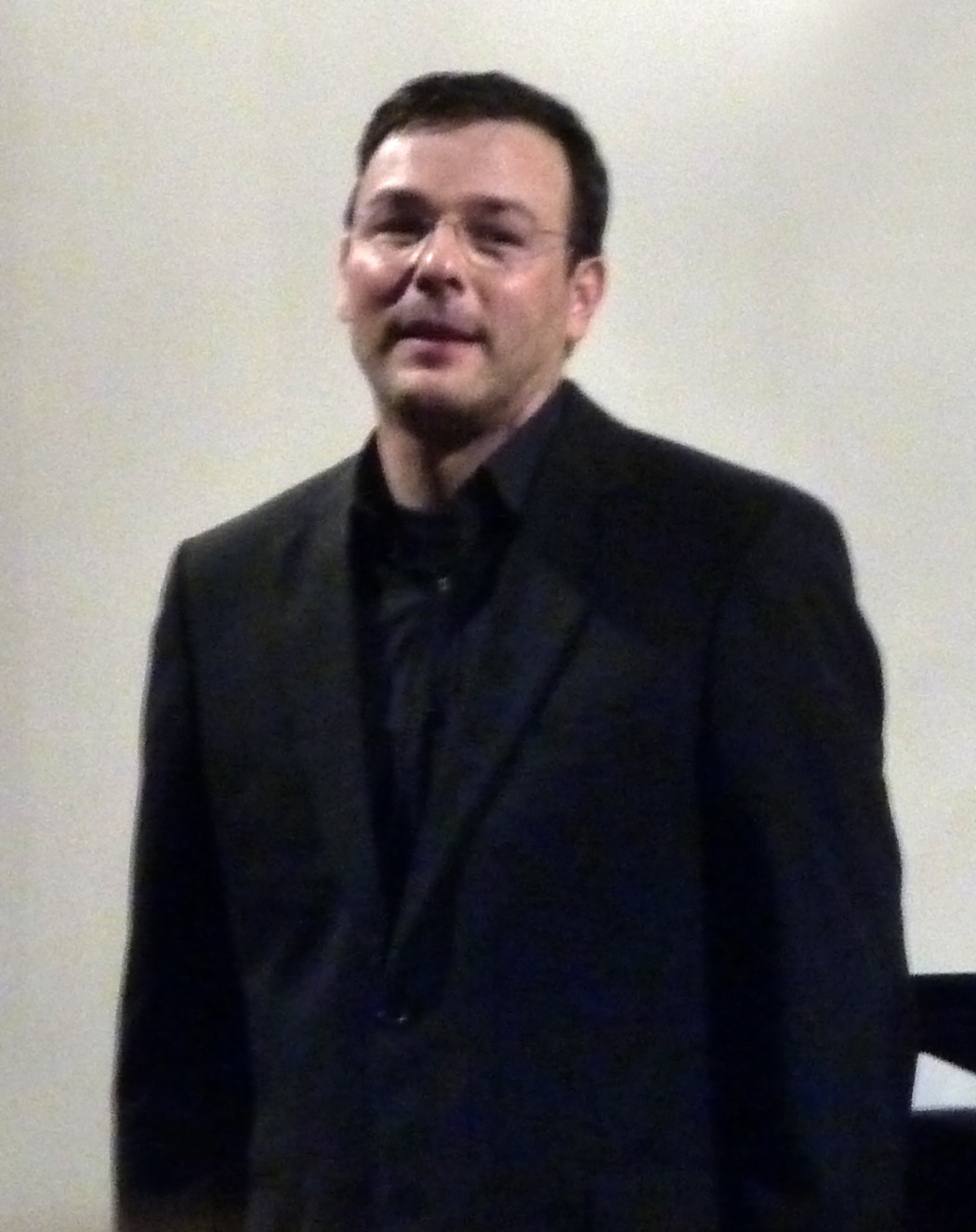
Andreas Scholl (2010)

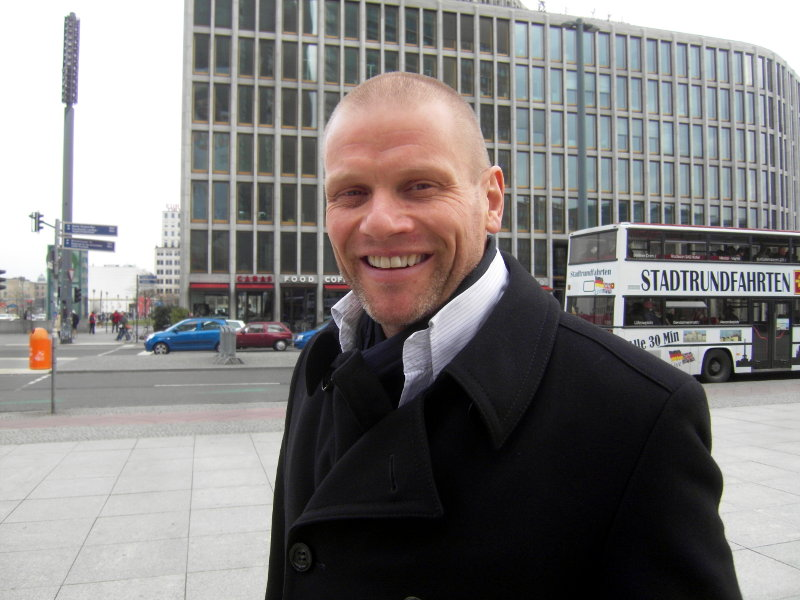
Bo Skovhus

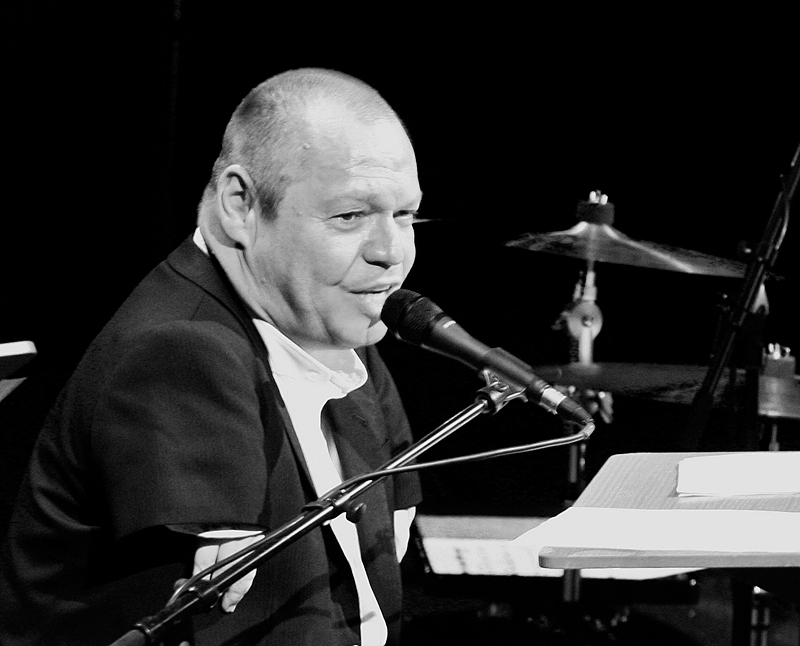
Thomas Quasthoff

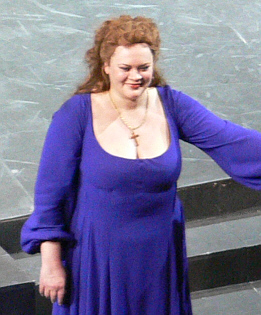
Violeta Urmana

Entsprechend seinem Opernschwerpunkt integrierte der neue Intendant Peter Ruzicka verbotene und verbannte Komponisten der NS-Zeit auch in die Programmierung der Liederabende: Mendelssohn Bartholdy, Meyerbeer und Mahler einerseits, Schönberg, Schreker, Korngold, Krenek, Weill, Krása, Ullmann und Eissler andererseits. 2003 bestritt mit Andreas Scholl erstmals ein Countertenor bei den Salzburger Festspielen einen Liederabend. Im Mozartjahr 2006 gab es nur einen Liederabend, ausschließlich Werken des „Jahresregenten“ gewidmet.
| Jahr | Kleines Festspielhaus | Großes Festspielhaus | Mozarteum |
| ---- | --- | -------------------- | --- |
| 2002 | - Teresa Berganza Fauré, Marx, Strauss u. a. - Renée Fleming Vivaldi, Rossini, Hahn u. a. - Thomas Hampson Mahler |                      | - Olga Borodina Tschaikowski, Mahler u. a. - Ian Bostridge Schubert - Helen Donath Strauss, Zemlinsky, Piazzolla u. a. - Simon Keenlyside, Angelika Kirchschlager Schubert, Cornelius, Wolf - Roberto Scandiuzzi Bellini, Gounod, Tosti u. a. |
| 2003 | - Barbara Bonney, Angelika Kirchschlager, Michael Schade, Thomas Hampson, Georg Zeppenfeld Hugo-Wolf-Marathon - Angela Gheorghiu Verdi, Brediceanu u. a. - Thomas Hampson Wolf, Webern u. a. - Marjana Lipovšek Schubert, Brahms, Rihm, Wolf |                      | - Cecilia Bartoli Monteverdi, Vivaldi u. a. - Barbara Bonney Liszt, Lehár u. a. - Ian Bostridge Mahler, Henze - Bo Skovhus Wolf, Korngold, Strauss - Andreas Scholl Krieger, Haydn, Mozart u. a. |
| 2004 | - Barbara Bonney, Michelle Breedt, Thomas Hampson, Georg Zeppenfeld Dvořák, Brahms u. a. - Thomas Hampson Liszt, Dvořák, Mahler, Strauss |                      | - Soile Isokoski Brahms, Grieg, Strauss u. a. - Dmitri Hvorostovsky Tschaikowski, Mussorgski, Duparc, Ravel - Christopher Maltman Schubert, Schumann, Loewe, Wolf - Karita Mattila Duparc, Saariaho, Rachmaninow, Dvořák - Waltraud Meier Brahms, Wolf, Schubert - Thomas Quasthoff Schubert, Loewe, Wolf, Brahms - Violeta Urmana Poulenc, Liszt, Rachmaninow, Strauss |
| 2005 | |                      | - Michelle Breedt, Melanie Diener, Thomas Hampson Verboten und verbannt: Mendelssohn, Meyerbeer, Mahler, Schönberg, Schreker, Korngold, Krenek, Weill, Krása, Ullmann, Eisler - Diana Damrau Berg, Zemlinsky, Mahler, Wolf, Strauss - Matthias Goerne Berg, Wagner, Mahler - Thomas Hampson Verboten und verbannt: Mendelssohn, Meyerbeer, Zemlinsky, Zeisl, Schönberg, Berg, Mahler - Sophie Koch Fauré, Debussy, Duparc, Strauss - Michael Schade Schubert (Schöne Müllerin) |
|      | Haus für Mozart |                      | |
| 2006 | |                      | - Juliane Banse, Patricia Petibon, Michael Schade Mozart |

### Konzertchef Markus Hinterhäuser

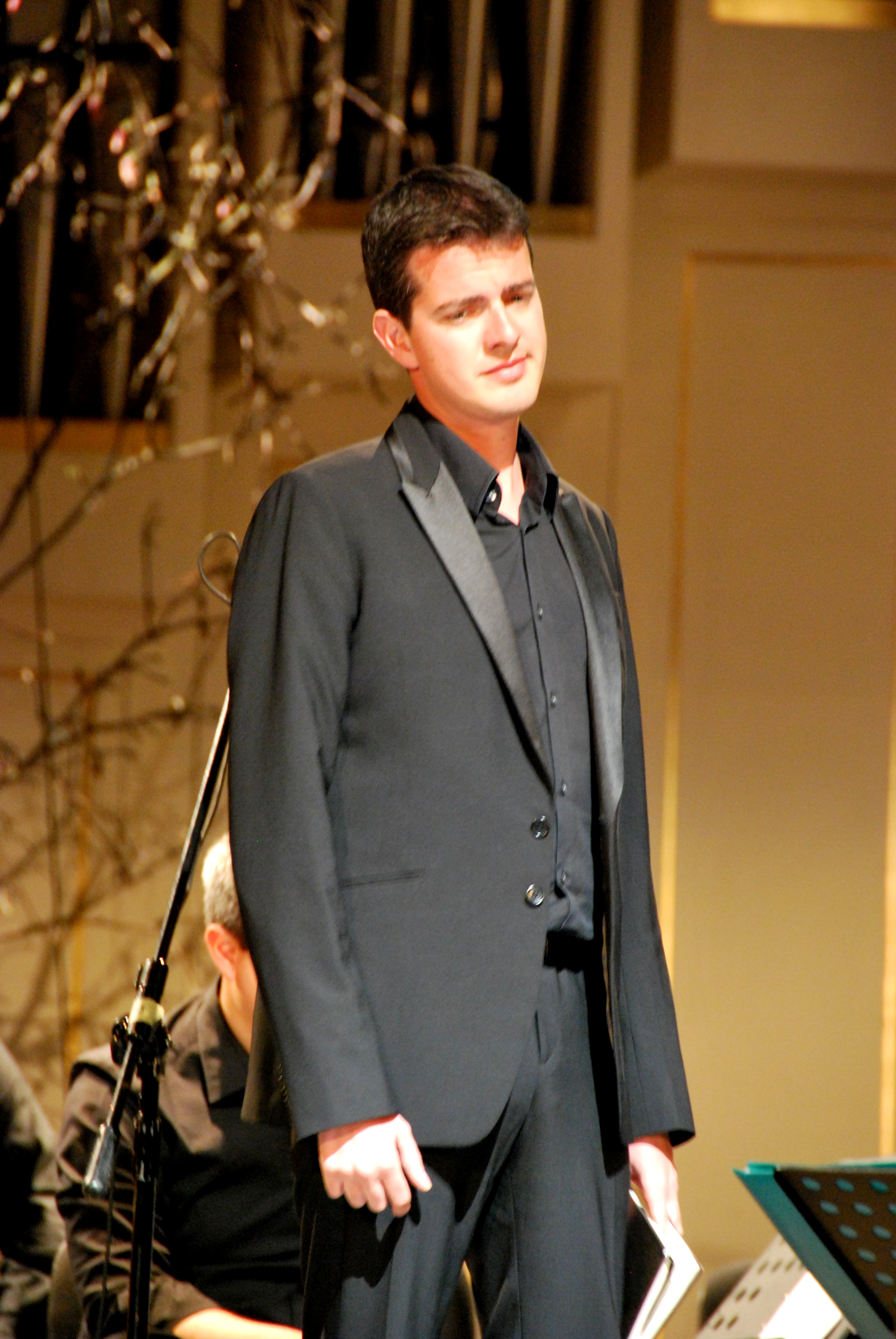
Philippe Jaroussky

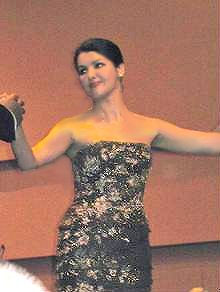
Anna Netrebko

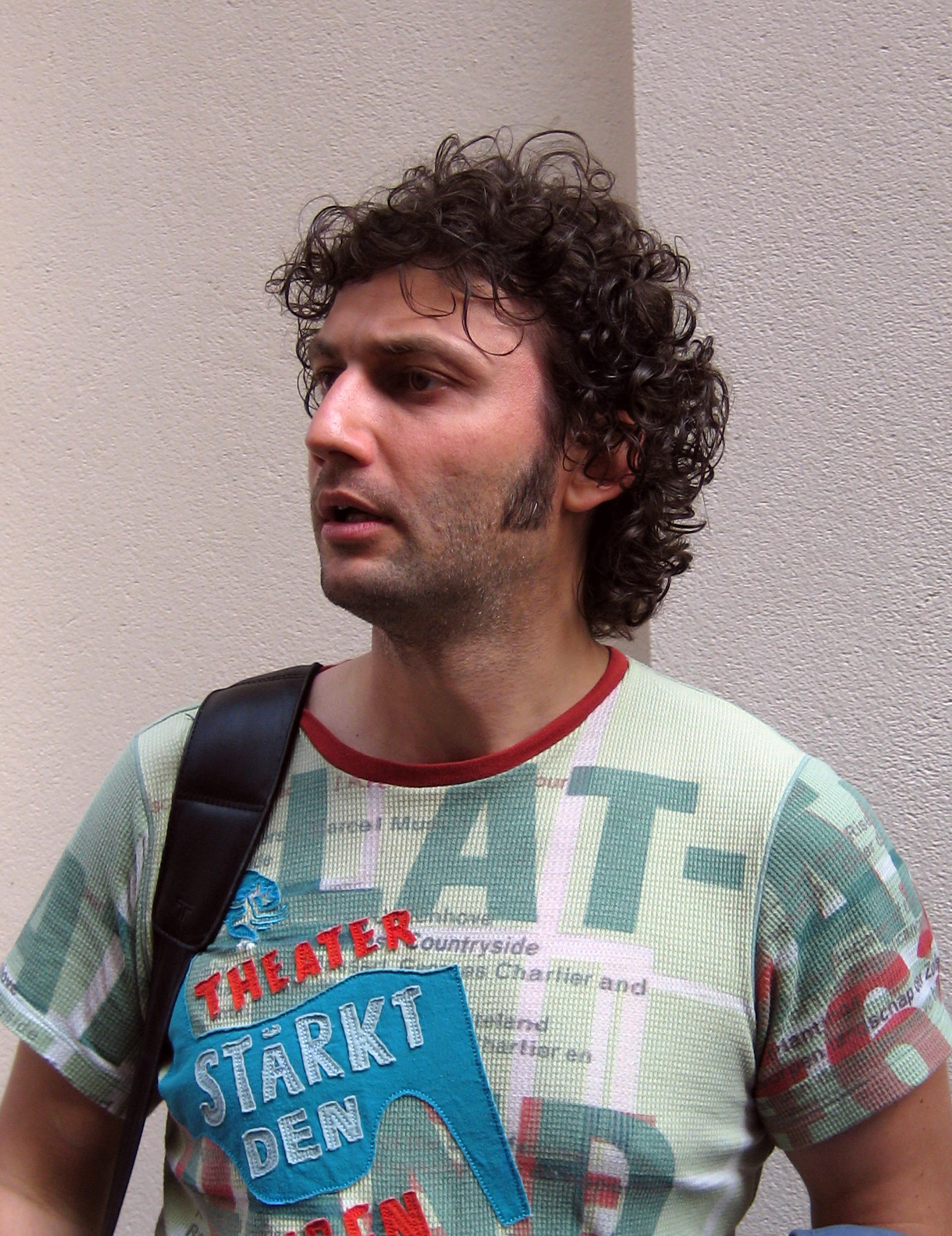
Jonas Kaufmann

Markus Hinterhäuser hat – während der Intendanz Mortier (1992–2001) – gemeinsam mit Tomas Zierhofer-Kin das Subfestival „Zeitfluß“ gegründet und realisiert. Aufgrund dieses Projekts, welches zeitgenössische Musik  – vorwiegend in der  Kollegienkirche – vorstellte, wurde er von Intendant Jürgen Flimm als Konzertchef (2007–2011) bestellt und übernahm, als Flimm vorzeitig ausschied, für den Sommer 2011 auch die Intendanz der Festspiele.
Hinterhäuser nutzte – erstmals seit 1991 – wieder das Große Festspielhaus für Liederabende, bespielte auch das neue Haus für Mozart und engagierte eine Reihe neuer Liedsänger: die Damen Denoke, Harteros, Kožená, Netrebko, die Herren Beczała, Flórez, Gerhaher, Jaroussky, Kaufmann, Villazón und Volle. Zentrale Liedsänger der „Hinterhäuser-Jahre“ waren Matthias Goerne, der in sieben Abenden seine Vielseitigkeit unter Beweis stellte, und Thomas Quasthoff, der drei Liederabende bestritt.
| Jahr | Haus für Mozart | Großes Festspielhaus | Mozarteum |
| ---- | --- | --- | --- |
| 2007 | - Thomas Hampson Liszt, Schumann, Schubert - Thomas Quasthoff Schubert, Schumann, Mussorgski | | - Christian Gerhaher Schumann - Matthias Goerne Schumann - Christine Schäfer Mahler, Bach, Wolf, Görner                                                                    |
| 2008 | - Ian Bostridge Schubert (Winterreise) - Christine Schäfer Schumann, Mendelssohn/Reimann | - Thomas Quasthoff Brahms                                                                                               | - Matthias Goerne Schubert, Eisler |
| 2009 | - Jonas Kaufmann Liszt, Britten, Strauss - Magdalena Kožená Purcell, Schumann, Debussy, Berg - Patricia Petibon Copland, Gershwin, Satie u. a. - Thomas Quasthoff Mahler, Martin, Reimann, Brahms | - Anna Netrebko Rimski-Korsakow, Tschaikowski - Juan Diego Flórez Rossini, Serrano, Gluck u. a.                         | - Matthias Goerne Hugo Wolf |
| 2010 | - Ian Bostridge, Angelika Kirchschlager Wolf (Span. Liederbuch) - Anja Harteros Schubert, Wolf, Brahms, Strauss                                                                                   | - Rolando Villazón Schumann, Duparc, Obradors u. a. - Michael Volle Schubert, Reutter, Wolf, Strauss                    | - Matthias Goerne Schubert (Schöne Müllerin) - Matthias Goerne Schubert (Winterreise) - Matthias Goerne Schubert (Schwanengesang) - Philippe Jaroussky Mélodies françaises |
| 2011 | - Angela Denoke Kurt Weill | - Piotr Beczała, Christian Gerhaher Mahler (Lied von der Erde Klavierfassung) - Simon Keenlyside Schubert (Winterreise) | - Matthias Goerne Mahler, Schostakowitsch. |

### Intendanz Alexander Pereira

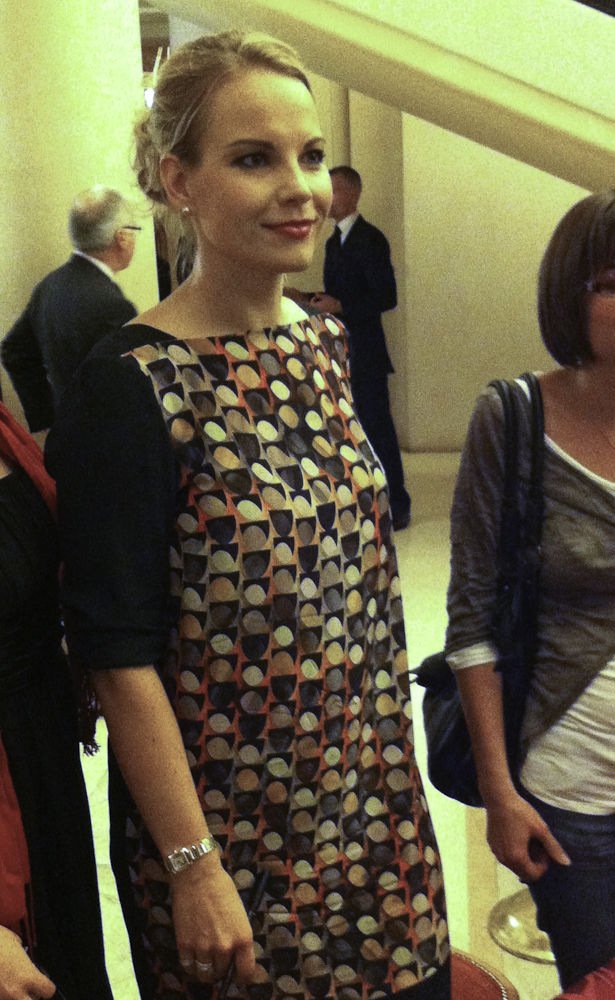
Elīna Garanča

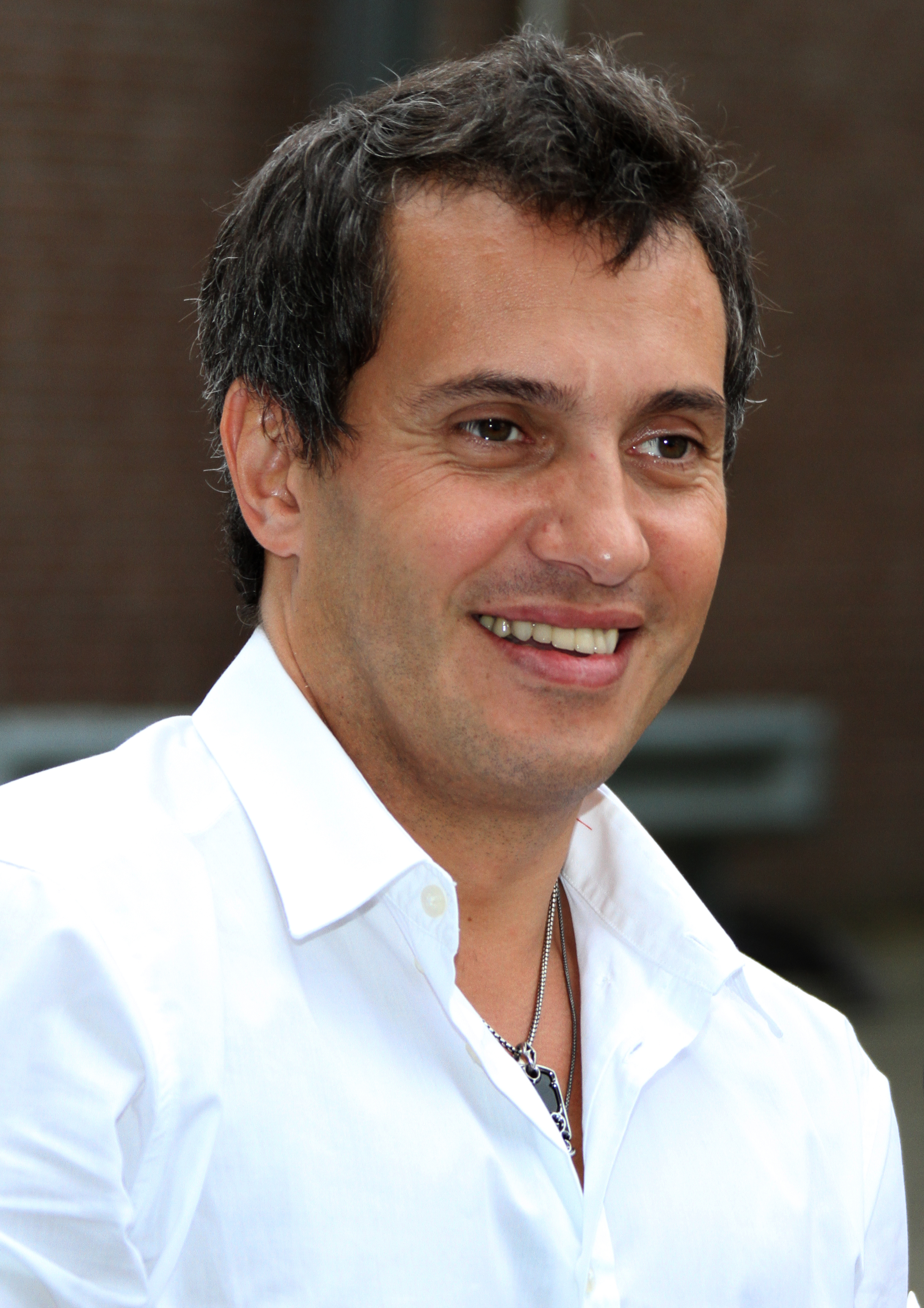
Erwin Schrott

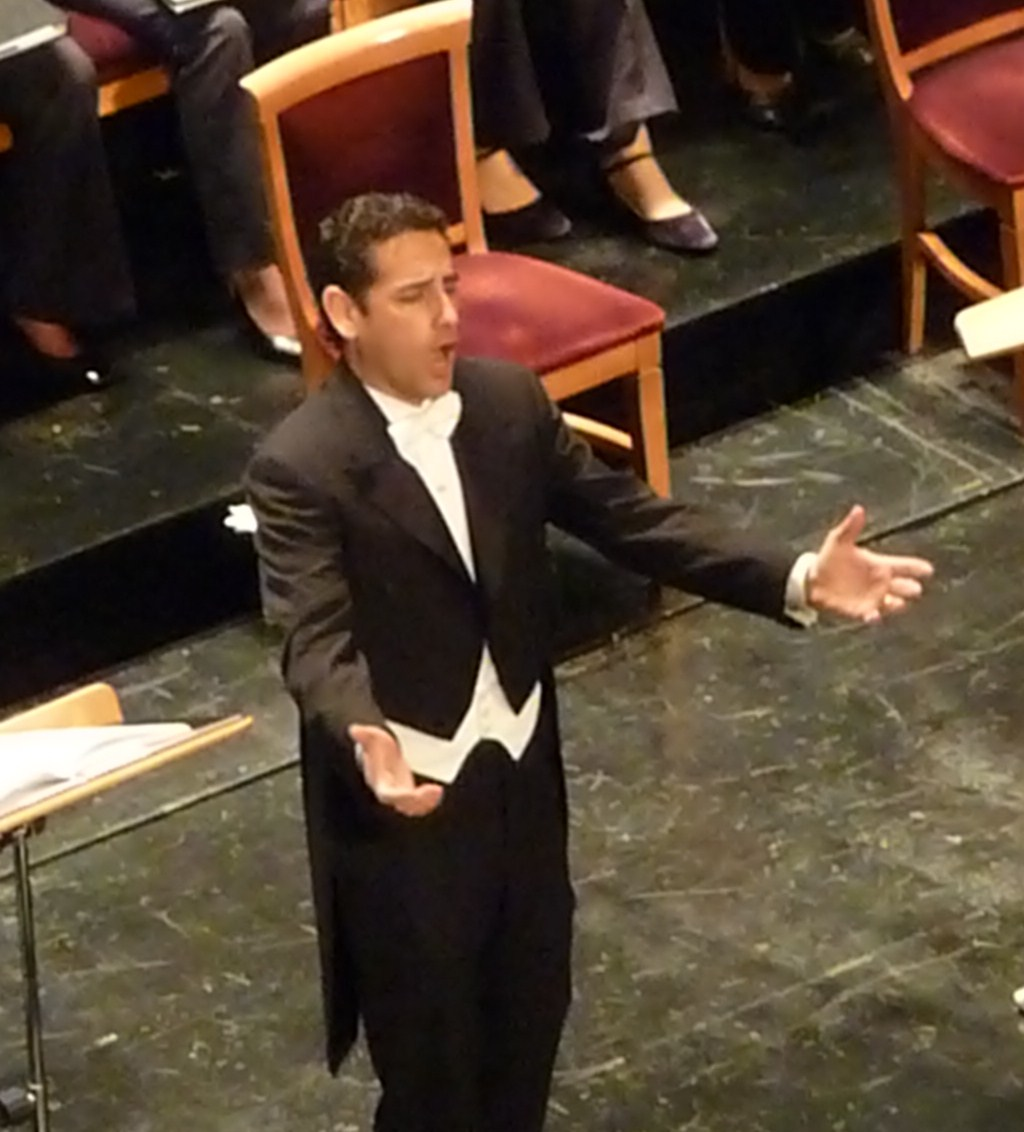
Juan Diego Flórez

Weitgehend im Rahmen des bisherigen Repertoires blieb Alexander Pereira (2012 bis 2014) in seiner Programmierung der Liederabend, er verantwortete das Konzertprogramm gemeinsam mit Florian Wiegand. Hauptspielstätte der Liederabende war nunmehr das Haus für Mozart. Neben kulinarischen Programmen von populären Tenören (Carreras und Flórez) und einem Tangoabend von Erwin Schrott gab es Zusammenstellungen der bereits bewährten Kräfte. Elīna Garanča  – in Salzburg bereits seit 2003 in Oper und Konzert präsent – feierte 2012 ihr Salzburg-Debüt als Liedinterpretin und begeisterte das Publikum. Anna Prohaska debütierte 2014 – anlässlich des Schwerpunktes 100 Jahre Erster Weltkrieg – mit Soldatenliedern von 19 Komponisten.
| Jahr | Haus für Mozart | Großes Festspielhaus | Mozarteum/Landestheater |
| ---- | --- | --- | --- |
| 2012 | - José Carreras Tosti, Leoncavallo, Valente u. a. - Juan Diego Flórez Bononcini, Rossini, Meyerbeer u. a. - Elīna Garanča Schumann, Berg, Strauss - Christian Gerhaher Schubert (Schöne Müllerin) - Thomas Hampson Schumann, Dvořák, Mahler - Thomas Quasthoff, Michael Volle Brahms (Schöne Magalone) | | - Matthias Goerne Beethoven, Schubert, Brahms - Magdalena Kožená Orgellieder von Bach, Dvořák u. a. |
| 2013 | - Juan Diego Flórez Donizetti, Rossini, Verdi u. a. - Edita Gruberová Schubert, Rachmaninov, Strauss - Michael Schade Schubert - Erwin Schrott, František Jánoška, Rojotango Jánoška Ensemble Ástor Piazzolla u. a.                                                                                    | | - Juliane Banse Hindemith, Schumann - Christian Gerhaher Robert Schumann |
| 2014 | - Thomas Hampson Richard Strauss u. a. - Christian Gerhaher Franz Schubert, Wolfgang Rihm - Anja Harteros Johannes Brahms, Franz Schubert - Piotr Beczała Schumann, Karłowicz, Szymanowski u. a. - Diana Damrau Antonín Dvořák, Richard Strauss - Elīna Garanča Johannes Brahms, Sergej Rachmaninov    | | - Anna Prohaska Soldatenlieder - Große Schubertiade mit Diego Fasolis, Cecilia Bartoli, Oliver Widmer, Michael Laurenz, Robert Holl, Ann Beckman, Mitglieder des Coro della Radiotelevisione Svizzera (Lugano)       |
|      | | | |
| 2015 | - Christian Gerhaher Gustav Mahler - Elisabeth Kulman Liszt, Wagner, Schumann, Schubert | - Juan Diego Flórez Leoncavallo, Rossini, Donizetti, Duparc, Gounod - Plácido Domingo, Maria Agresta, Ana María Martínez, Krassimira Stoyanova, Rolando Villazón Galakonzert zum 40-jährigen Salzburg-Jubiläum von Plácido Domingo mit Werken von Verdi, Puccini und aus dem Verismo | - Maria Agresta Giacomelli, Mozart, Tosti u. a. - Christiane Karg Wolf, Montsalvatge, Ravel, Koechlin u. a. - Matthias Goerne Robert Schumann Im Salzburger Landestheater: - Angela Denoke Kurt Weill und seine Zeit |
| 2016 | - Christian Gerhaher Franz Schubert - Bejun Mehta Händel, J. S. Bach, J. C. Bach, Hoffmann - Thomas Hampson Shakespeare-Vertonungen von Schubert, Vaughan Williams, Korngold, Schumann - Rolando Villazón Bellini, Rossini, Donizetti, Verdi                                                           | | - Matthias Goerne Brahms (Die schöne Magelone) - Anu Komsi György Kurtág - Mauro Peter Schubert (Die schöne Müllerin)                                                                                                |

## Pianisten

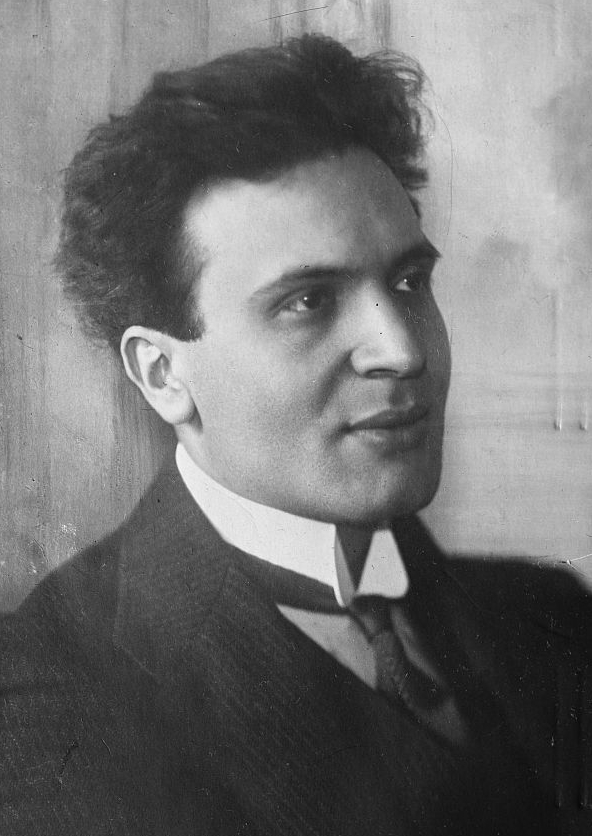
Bruno Walter

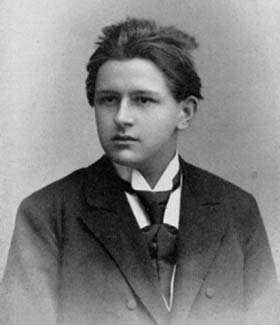
Joseph Marx

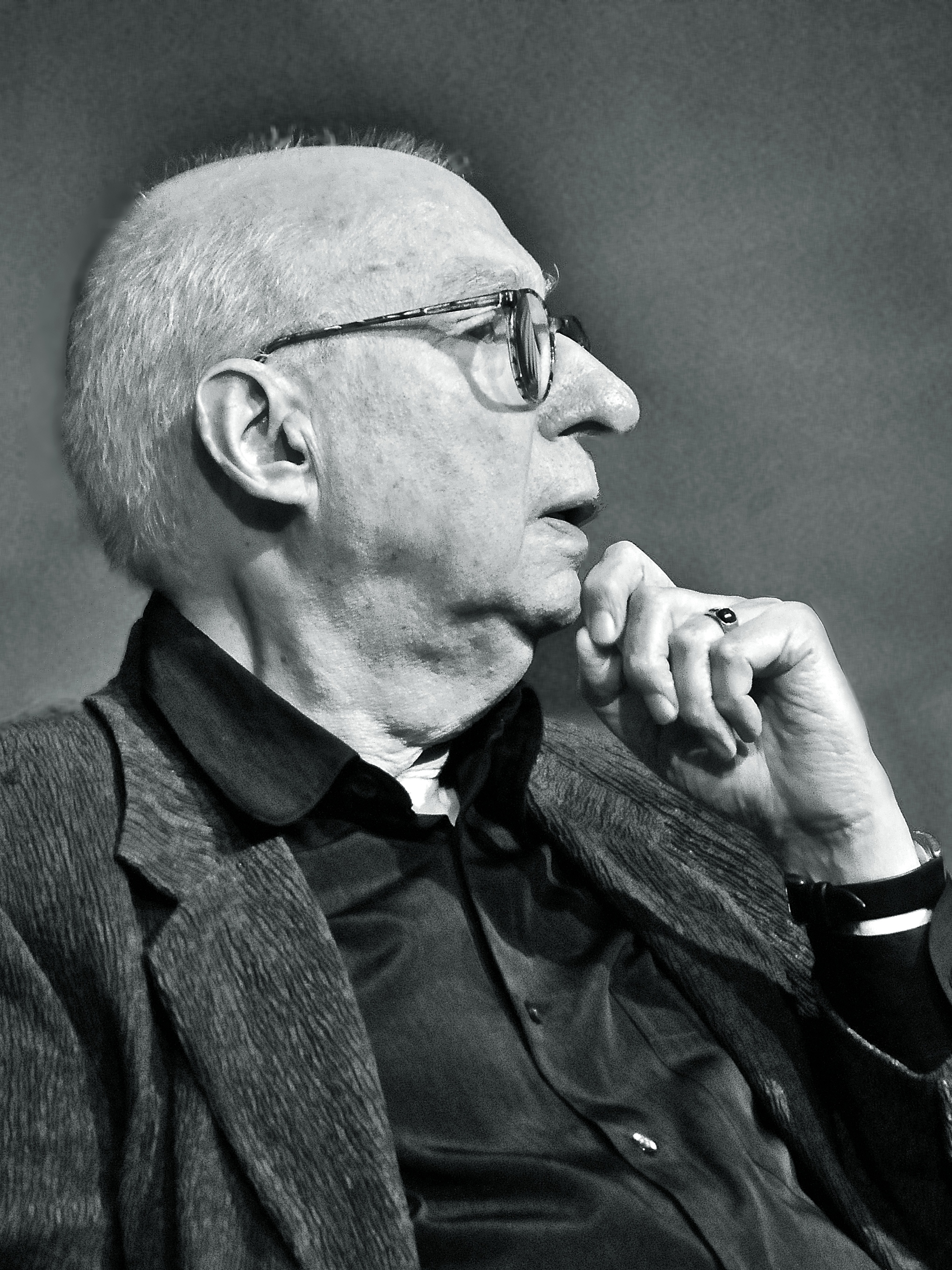
Aribert Reimann

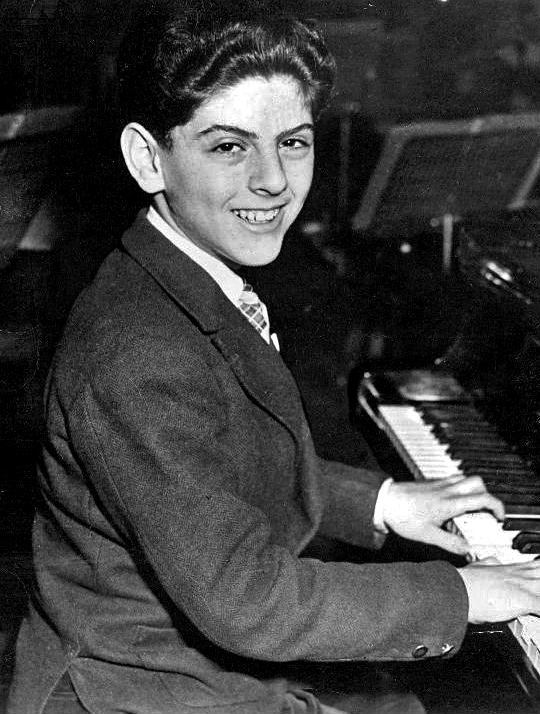
Daniel Barenboim

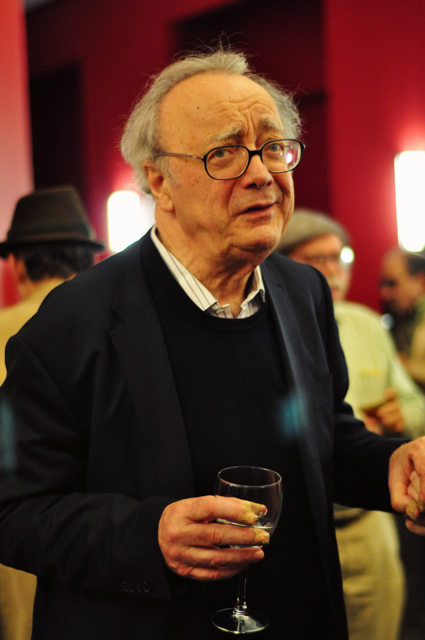
Alfred Brendel

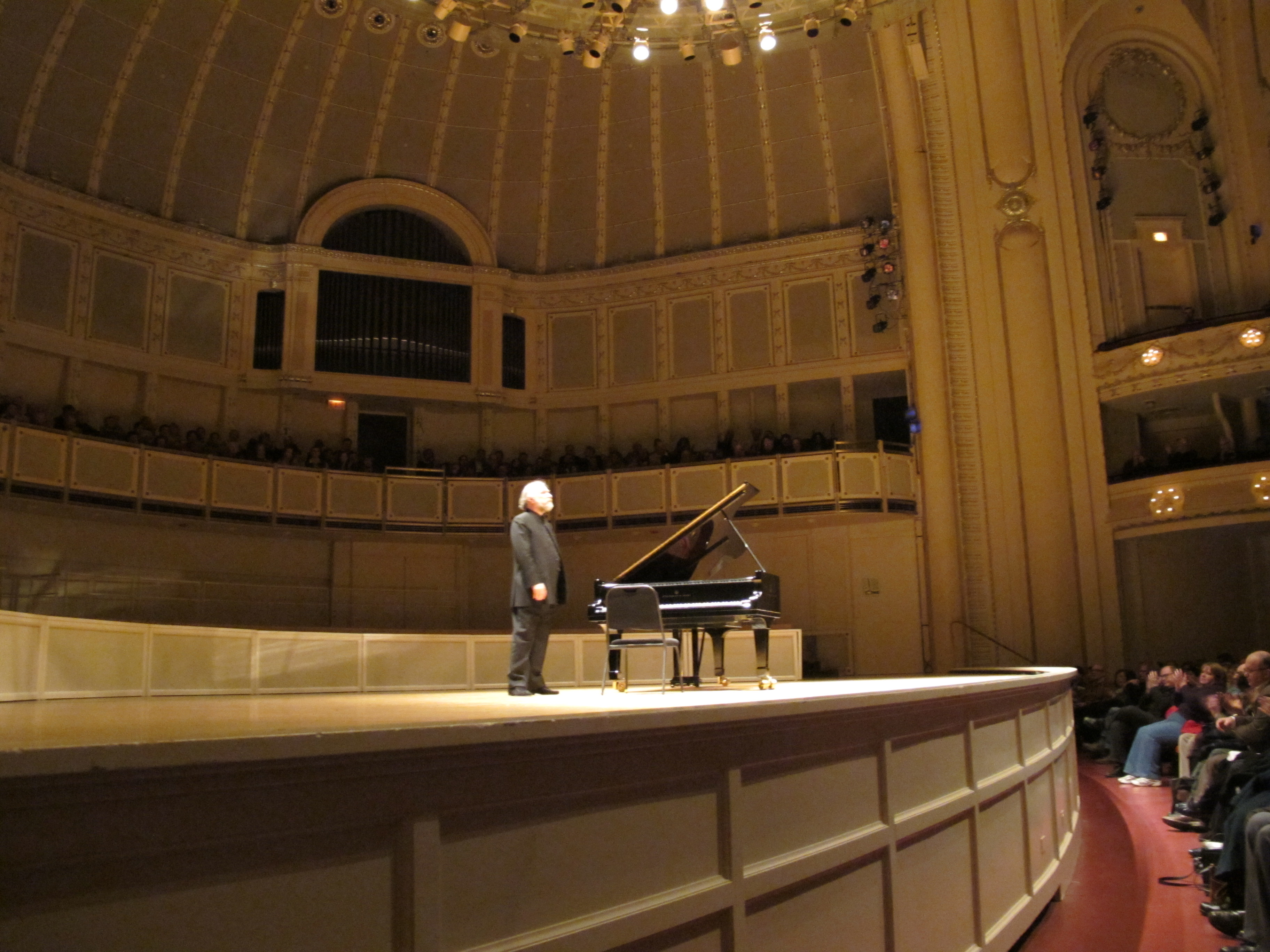
Radu Lupu

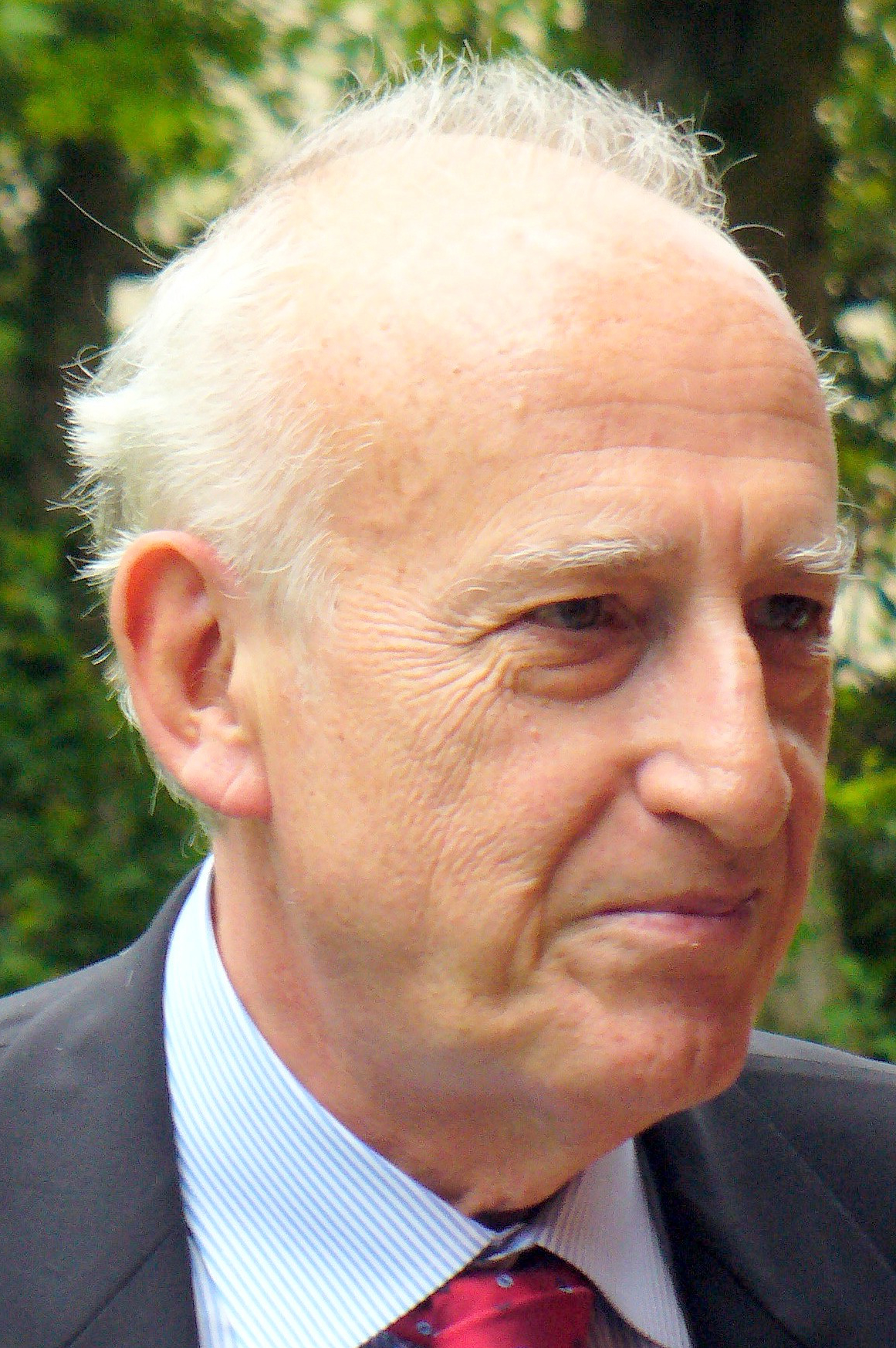
Maurizio Pollini

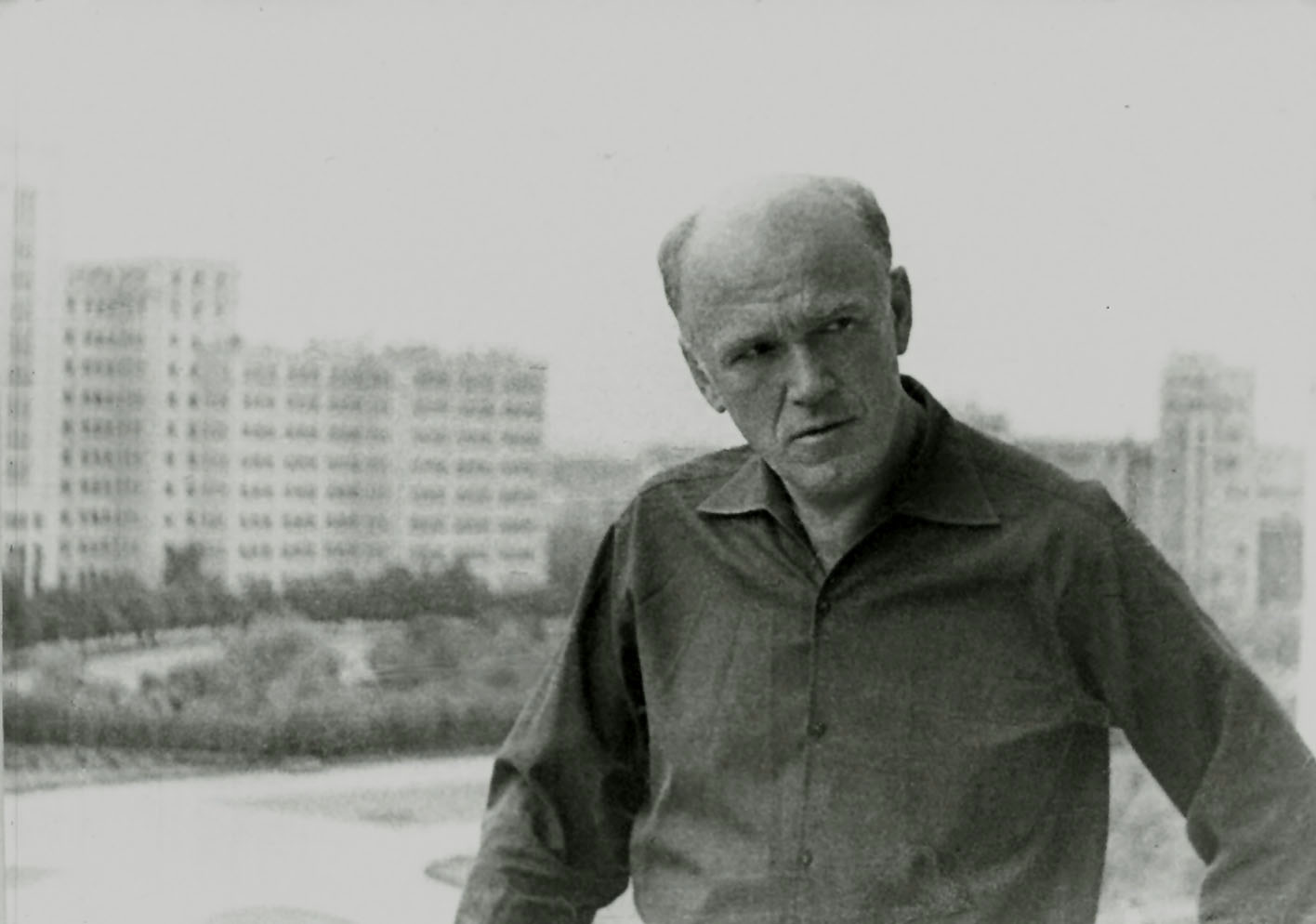
Swjatoslaw Richter

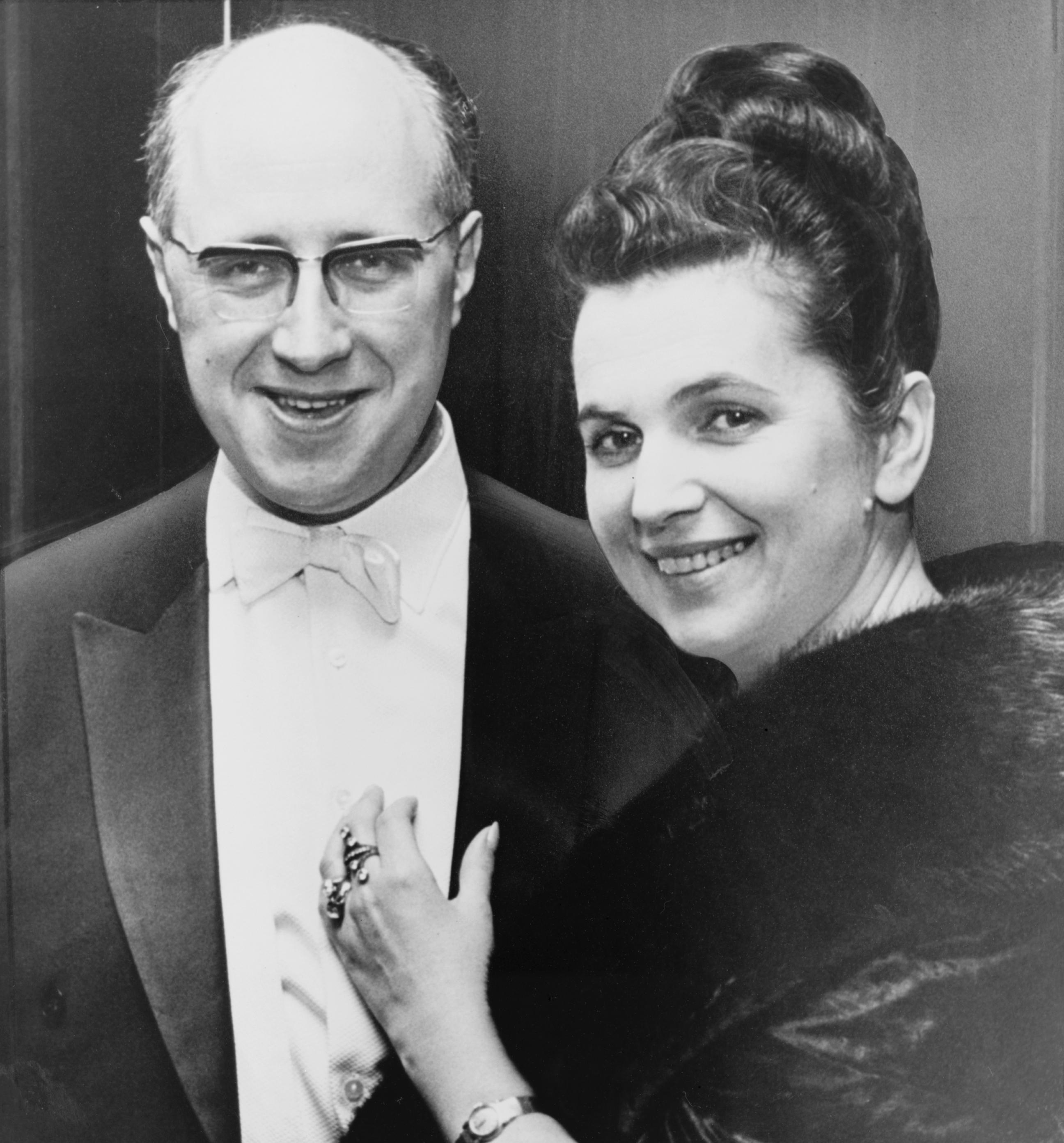
Rostropowitsch und Galina Wischnewskaja

Die Liedbegleiter der Salzburger Festspiele zählen zu den prominentesten Pianisten ihrer Generation, stammen zugleich auch aus völlig unterschiedlichen Schulen und Traditionen.
Zum einen übernahmen den Klavierpart in den Salzburger Liederabenden die klassischen Begleiter der „Wiener Tradition“ – wie Erik Werba, Jörg Demus oder Helmut Deutsch. Aus der „Britischen Tradition“ stammen Gerald Moore und der Australier Geoffrey Parsons, sowie deren Schüler Julius Drake, Graham Johnson, Malcolm Martineau und Roger Vignoles. Den „amerikanischen Stil“ vertraten vorrangig Irwin Gage und Norman Shetler, den deutschen Hubert Giesen, Hartmut Höll und Wolfram Rieger.
Bruno Walter begründete – als Liedbegleiter Lotte Lehmanns in den 1930er Jahren – die Salzburger Tradition namhafter Dirigenten und Komponisten, die am Flügel Sänger begleiteten. Fortgesetzt wurde dies von Joseph Marx, Wilhelm Furtwängler, Wolfgang Sawallisch, Aribert Reimann, James Levine, Daniel Barenboim und Ingo Metzmacher.
Auch hauptsächlich als Solisten konzertierende – wie Alfred Brendel, Rudolf Buchbinder, Christoph Eschenbach, Leonard Hokanson, Elisabeth Leonskaja, Radu Lupu, Oleg Maisenberg, Maurizio Pollini, Swjatoslaw Richter, András Schiff, Jean-Yves Thibaudet und Alexis Weissenberg – erklärten sich bereit, in Salzburg als Begleiter aufzutreten. Schließlich übernahm auch Benjamin Britten den Klavierpart für seinen Lebenspartner Peter Pears, Klaus Donath und Mstislaw Rostropowitsch begleiteten ihre Ehefrauen Helen Donath und Galina Wischnewskaja.
| - Pierre-Laurent Aimard - Matthias Goerne 2007 - Simon Keenlyside 2011 - Richard Amner (Kiri Te Kanawa 1979) - Leif Ove Andsnes (Matthias Goerne 2008, 2011) - Juan Antonio Alvarez-Parejo (Teresa Berganza 1983, 1988, 1990, 1994, 2002) - Edelmiro Arnaltes (Alfredo Kraus 1990) - Dalton Baldwin (Gérard Souzay 1962, 1963, 1968) - Tal Balshai (Angela Denoke 2011, 2015) - Daniel Barenboim (Anna Netrebko 2009) - Lorenzo Bavaj (José Carreras 1991, 2012) - Hilda Berger-Weyerwald (Dermota 1957) - Alfred Brendel - Dietrich Fischer-Dieskau 1982, 1989 - Matthias Goerne 1999, 2001 - Hermann Prey 1961, 1962, 1965, 1966 - Benjamin Britten (Peter Pears 1952) - John Browning (Thomas Hampson 1994) - Rudolf Buchbinder - Walter Berry 1979 - Marjana Lipovšek 1992, 2003 - Michael Schade 2013 - Nicholas Carthy (Waltraud Meier 2004) - Frank Chatterton (Pirnie 1929) - Jeff Cohen (Angela Gheorghiu 2003) - Jörg Demus - Theo Adam 1995 - Dietrich Fischer-Dieskau 1966, 1967, 1979 - Peter Schreier 1974, 1975, 1977, 1982 - Helmut Deutsch - Olaf Bär 1999 - Jonas Kaufmann 2009 - Mauro Peter 2016 - Hermann Prey 1982, 1984, 1985, 1991 - Quasthoff/Volle 2012 - Michael Volle 2010 - Pavlina Dokovska (Nicolai Ghiaurov 1992) - Klaus Donath (Helen Donath 1972, 1975, 1995, 2002) - Jérôme Ducros (Philippe Jaroussky 2010, Dawn Upshaw 1999) - Rudolf Dunkel (Peter Schreier 1969) - Julius Drake - Maria Agresta 2015 - Ian Bostridge 2002, 2003 - Bostridge/Kirchschlager 2010 - Keenlyside/Kirchschlager 2002 - Michael Endres (Hermann Prey 1996) - Karl Engel (Hermann Prey 1972, 1974) - Christoph Eschenbach - Dietrich Fischer-Dieskau 1973, 1974 - Renée Fleming 1997 - Matthias Goerne 2010, 2012, 2015 - Ferdinand Foll (Richard Mayr 1925, Lotte Schöne 1925) - Bengt Forsberg (Anne Sofie von Otter 1996) - Wilhelm Furtwängler (Schwarzkopf 1953) - Irwin Gage - Francisco Araiza 1985, 1986, 1987, 1989 - Edita Gruberova 1984 - Gundula Janowitz 1970, 1972, 1974, 1976 - Tom Krause 1970, 1973, 1982 - Lucia Popp 1983 - Cheryl Studer 1992 - David Garvey (Leontyn Price 1975, 1977, 1978, 1980, 1981, 1984) - Hubert Giesen (Anneliese Rothenberger 1966, Fritz Wunderlich 1965) - Beaumont Glass (Grace Bumbry 1965) - Nelson Goerner (Sophie Koch 2005) - Ralf Gothóni - Barbara Hendricks 1993 - Jorma Hynninen 1995 - Martti Talvela 1979 - Hélène Grimaud (Christine Schäfer 2007) - Andreas Haefliger (Matthias Goerne 2009) - Walter Hagen-Groll (José van Dam 1977) - Friedrich Haider (Edita Gruberova 1985, 1989, Roberto Scandiuzzi 2002) - Martin Helmchen (Juliane Banse 2013) - Markus Hinterhäuser (Dawn Upshaw 1997) - Leonard Hokanson - Grace Bumbry 1967 - Franz Hawlata 1999 - Hermann Prey 1971, 1973, 1975, 1976 - Hartmut Höll - Dietrich Fischer-Dieskau 1983, 1984, 1985, 1986, 1992 - Thomas Hampson 1996 - Gerold Huber - Christian Gerhaher 2007, 2012, 2013, 2014, 2015, 2016 - Rolando Villazón 2010 - Ivari Ilja (Dmitri Hvorostovsky 2004) - Ludmilla Ivanova (Paata Burchuladze 1987, 1990) - Graham Johnson - Felicity Lott 1992 - Lott/Murray 1994 - Ann Murray 1997, 2000 - Margaret Price 1992, 1993 - Warren Jones (Kathleen Battle 1989, Samuel Ramey 1993) - Martin Katz - José Carreras 1989 - Marilyn Horne 1979, 1984, 1986 - Karita Mattila 2004 - Katia Ricciarelli 1979 - Frederica von Stade 1986, 1987, 1995 - Fritz Kuba/Joseph Marx (Duhan/Gahagan 1937) - Eduard Kutrowatz (Elisabeth Kulman 2015) - Stephan Matthias Lademann (Diana Damrau 2005) - Marián Lapsanský (Peter Schreier 1986) - Konrad Leitner (Heinz Zednik 1983, 1985, 1988, 1994) - Elisabeth Leonskaja (Marjana Lipovšek 1987) - James Levine - Kathleen Battle 1984, 1987 - Christa Ludwig 1988 - Jessye Norman 1988, 1991 - Radu Lupu (Marjana Lipovšek 1999) - David Lutz (Nicolai Gedda 1996) |  | - Leone Magiera (Piero Cappuccilli 1986, Luciano Pavarotti 1976, 1978, 1988) - Oleg Maisenberg (Robert Holl 1992, Hermann Prey 1987, 1993, 1995) - Susan Manoff (Patricia Petibon 2009) - Markus Märkl (Andreas Scholl 2003) - Malcolm Martineau - Barbara Bonney 2003 - Christiane Karg 2015 - Karita Mattila 2000 - Michael Schade 2005 - Bryan Terfel 1994 - Carrie-Ann Matheson (Roland Villazón 2016, 2018, Benjamin Bernheim 2020) - Carolyn Maule (Braun/Schade 2000) - Heinz Medjimorec (Edith Mathis 1983) - Erich Meller (Hayden 1929) - Ingo Metzmacher (Christine Schäfer 2008) - Phillip Moll (Jessye Norman 1986) - Gerald Moore - Dietrich Fischer-Dieskau 1956, 1957, 1958 (Brahms), 1959, 1960, 1961, 1962, 1963, 1964, 1965 - Hermann Prey 1964 - Elisabeth Schwarzkopf 1954, 1956, 1957, 1958, 1960, 1961, 1962, 1963, 1964 - Gerald Moore/Erik Werba (Fischer-Dieskau/Seefried 1960) - Eduardo Müller (José Carreras 1981) - Ivor Newton (Grace Moore 1946) - Kristin Okerlund (Piotr Beczala 2014) - Roman Ortner (Werner Hollweg 1984) - Geoffrey Parsons - Olaf Bär 1991 - Jessye Norman 1980, 1983, 1985, 1987, 1989, 1990 - Lucia Popp 1981 - Hermann Prey 1977, 1978, 1981, 1988 - Maurizio Pollini (Dietrich Fischer-Dieskau 1978) - Michael Raucheisen (Maria Ivogün/Karl Erb 1925) - Ernst Reichert (Maria Cebotari 1945) - Aribert Reimann (Dietrich Fischer-Dieskau 1971) - Julian Reynolds (Dmitri Hvorostovsky 1992) - Konrad Richter (Hermann Prey 1967, Robert Holl 1986) - Swjatoslaw Richter (Dietrich Fischer-Dieskau 1970, 1977) - Wolfram Rieger - Bonney/Breedt/Hampson/Zeppenfeld 2004 - Bonney/Hampson/Kirchschlager/Schade/Zeppenfeld 2003 - Breedt/Diener/Hampson 2005 - Thomas Hampson 1995, 2002, 2003, 2004, 2005, 2007, 2012, 2014, 2016 - Anja Harteros 2010, 2014 - Christopher Maltman 2004 - Peter Rösel (Peter Schreier 1980) - Mstislaw Rostropowitsch (Galina Wischnewskaja 1975) - Franz Rupp (Grace Bumbry 1966) - Arpad Sándor (Lisa Della Casa 1957) - Wolfgang Sawallisch - Dietrich Fischer-Dieskau 1972, 1975, 1976 - Hermann Prey 1968, 1970 - Vincenzo Scalera (Juan Diego Flórez 2009, 2012, 2013) - András Schiff - Juliane Banse 1998 - Cecilia Bartoli 1993 - Beczala/Gerhaher 2011 - Monica Groop 1998 - Langridge/Murray 1992 - Thomas Quasthoff 2008 - Peter Schreier 1991, 1995, 1998 - Paul Schilhawsky (Schlager-Haustein 1945) - Paul Schilhawsky/Erik Werba - Berry/Fassbaender/Mathis/Schreier 1974 - Berry/Lipovšek/Mathis/Schreier 1983 - Alexander Schmalcz (Goerne 2005, Gruberova 2013) - Heinrich Schmidt (Patzak 1945, Weber 1945, Wunderlich 1966) - Eric Schneider (Christine Schäfer 2001, Anna Prohaska 2014) - Hartmut Schneider (Hermann Prey 1997) - Ronald Schneider (James King 1986) - Jan Philip Schulze (Violeta Urmana 2004) - Maria Schwaiger (Rosl Schwaiger 1945) - Norman Shetler (Eberhard Büchner 1986, Peter Schreier 1983, 1987) - Peter Sommer (Anna Tomowa-Sintow 1991) - Charles Spencer (Christa Ludwig 1987, 1989, 1990) - Anthony Spiri (Marjana Lipovšek 1995, 1997) - Patrick Stephens (Vinson Cole 1991) - Melvyn Tan (Anne Sofie von Otter 2001) - Leo Taubmann (Cesare Siepi 1956, Cesare Valletti 1960) - Jean-Yves Thibaudet (Cecilia Bartoli 2001, Renée Fleming 2002) - Wascha Tschatschawa (Elena Obraztsova 1979) - Robert Tweten (Catherine Malfitano 1998) - Mitsuko Uchida (Ian Bostridge 2008, Magdalena Kožená 2009) - Roger Vignoles (Thomas Allen 1987, Elīna Garanča 2012) - Marita Viitasalo (Soile Isokoski 2004) - Stefan Vladar (Bo Skovhus 2000, 2003) - Lars Vogt (Thomas Quasthoff 2009) - Bruno Walter - Joseph Schwarz 1925 - Lotte Lehmann 1933, 1934, 1935, 1936, 1937 - Yuja Wang (Matthias Goerne 2016) - Peter Waters (Gundula Janowitz 1981) - Alexis Weissenberg (Ferruccio Furlanetto 1993, Nicolai Gedda 1974) - Günther Weißenborn (Hermann Prey 1963, Anneliese Rothenberger 1969) - Erik Werba - Walter Berry 1965, 1967, 1969, 1975, 1981, 1983, 1984 - Walter Berry/Christa Ludwig 1961, 1966 - Ileana Cotrubas 1978 - Brigitte Fassbaender 1977 - Dietrich Fischer-Dieskau 1958 (Wolf) - Nicolai Gedda 1959, 1961, 1969, 1971 - Edita Gruberova 1980 - Ingeborg Hallstein 1968 - Evelyn Lear 1964, 1965 - Marjana Lipovšek 1985 - Christa Ludwig 1963, 1964, 1967, 1968, 1969, 1970, 1972, 1974, 1976, 1980, 1981, 1982, 1984, 1986 - Edith Mathis/Peter Schreier 1976 - Peter Schreier 1970, 1971, 1972, 1979 - Irmgard Seefried 1954, 1956, 1957, 1958, 1959, 1960, 1963, 1964 - Léopold Simoneau 1959 - Teresa Zylis-Gara 1970, 1974 - John Wustman (Luciano Pavarotti 1985) - Gérard Wyss (Marjana Lipovšek 1989) - Dmitri Yefimov (Olga Borodina 2002) - Miguel Zanetti (Montserrat Caballé 1987) - Justus Zeyen (Thomas Quasthoff 2004, 2007) |

## Weitere Interpreten
Chöre
- Mitglieder des Arnold Schoenberg Chors (Langridge/Murray 1992)
- Mitglieder des Coro della Radiotelevisione Svizzera, Lugano (Schubertiade 2014)
- Mitglieder des ORF-Chores unter Leitung von Peter Ortner (Peter Schreier 1986)

Vokalsolisten
- Margarita Lilowa, Alt (Peter Schreier 1986)

Orchester, Instrumentalensembles, Dirigenten
- Mitglieder der Camerata Academica Salzburg (Dawn Upshaw 1997)
- Diego Fasolis, Dirigent (Schubertiade 2014)
- Das verstärkte Orchester des Dom-Musik-Vereins, geleitet von Joseph Messner (Gigli 1936)
- Moderntimes Kammerorchester für Alte und Neue Musik (Banse/Petibon/Schade 2006)
- La Nuova Musica, Musikalische Leitung: David Bates (Bejun Mehta 2016)
- Ensemble «Le Musiche Nove» (Cecilia Bartoli 2003)
- Münchner Rundfunkorchester, dirigiert von Gianandrea Noseda (Plácido Domingo, Maria Agresta, Ana María Martínez, Krassimira Stoyanova, Rolando Villazón 2015)

Harfe, Gitarre
- Xavier de Maistre, Harfe (Damrau 2014)
- Konrad Ragossnig, Gitarre (Peter Schreier 1978)
- Pepe Romero, Gitarre (Jessye Norman 1989)

Streichinstrumente
- Friedrich Dolezal, Violoncello (Paata Burchuladze 1990)
- Isabelle Faust, Violine (Anu Komsi 2016)
- Alexander Janiczek und Timea Ivan, Violine, Claudia Hofer, Viola, Josef Radauer, Kontrabass (Dawn Upshaw 1997)
- Ernst Kovacic, Violine (Marjana Lipovšek 1989)
- Tim Park, Violoncello (Angela Denoke 2015)
- Petersen Quartett (Christine Schäfer 2007)
- Thomas Riebl, Viola (Marjana Lipovšek 1987)

Blasinstrumente
- Dieter Flury, Flöte (Jessye Norman 1989)
- Otto Lang, Klarinette (Rosl Schwaiger 1945)
- Reinhold Malzer, Oboe, Claudio Alberti, Fagott (Dawn Upshaw 1997)
- Norbert Nagel, Klarinette, Saxophone, Querflöte (Angela Denoke 2011, 2015)
- Lars Michael Stransky, Horn (Hermann Prey 1997)
- Jörg Widmann, Klarinette (Christine Schäfer 2007)

Orgel
- Martin Haselböck, Orgel (Peter Schreier 1985)
- Markus Fohr, Orgel (Dawn Upshaw 1997)
- Christian Schmitt, Orgel (Magdalena Kožená 2012)

Sprecher
- Andrea Eckert, Rezitation (Olaf Bär 1999)
- Paul Hoffmann, Sprecher (Peter Schreier 1980)
- Uwe Kraus, Sprecher (Angela Denoke 2015)
- Ulrich Matthes, Sprecher (Matthias Goerne 2016)
- Tobias Moretti, Sprecher, Sylvie Rohrer, Sprecherin (Banse/Petibon/Schade 2006)

Licht, szenische Gestaltung, Kostüme
- Reinhard Bichsel, Licht (Angela Denoke 2015)
- Olivier Py, Szenische Gestaltung (Patricia Petibon 2009)
- Peter Sellars, Regie, Dunya Ramicova, Kostüme (Dawn Upshaw 1997)